# 3XN
3XN architects est un cabinet d'architectes danois actif au niveau international. Son siège est à Copenhague. En tant que partenariat architectural, 3XN est représenté avec un total de cinq bureaux au Danemark, en Suède, en Angleterre, en Australie et aux États-Unis.

## Histoire
Le bureau est fondé en 1986 à Aarhus, au Danemark, par les jeunes architectes Kim Herforth Nielsen (né en 1954), Lars Frank Nielsen et Hans Peter Svendler Nielsen. 
En 2022, les bureaux de la tour de bureaux « Quay Quarter Tower » à Sydney ont reçu le Prix International High-rise. Les architectes 3XN ont également conçu Schüco One, le siège social de Schüco, le premier bâtiment au monde à recevoir les trois certifications de durabilité : DGNB, LEED et BREEAM. 

## Bâtiments réalisés
- Ambassades nordiques, Berlin, achevées en 1999
- Bella Sky Hotel, Copenhague, achèvement 2011
- Royal Arena, Copenhague, achèvement 2017
- Siège du comité international olympique[4]
- Aquarium national du Danemark[5]
- Cube Berlin, Berlin, concours 2007, achèvement 2020[6]
- Quay Quarter Tower, Sydney, concours 2014, achèvement 2022
- Tour Tilia, Lausanne[7]
- Schüco One, Bielefeld, achèvement 2022

## Galerie

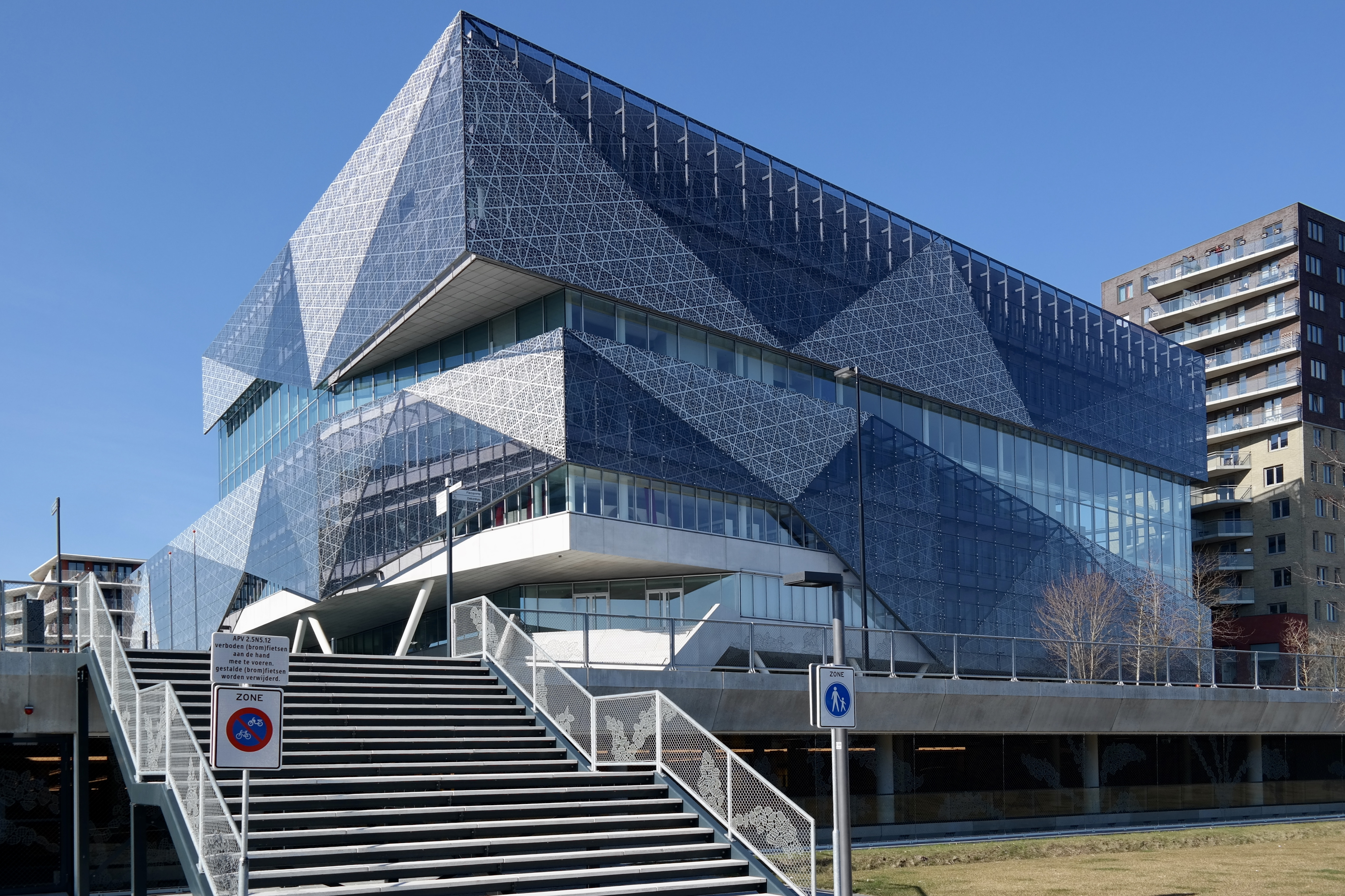
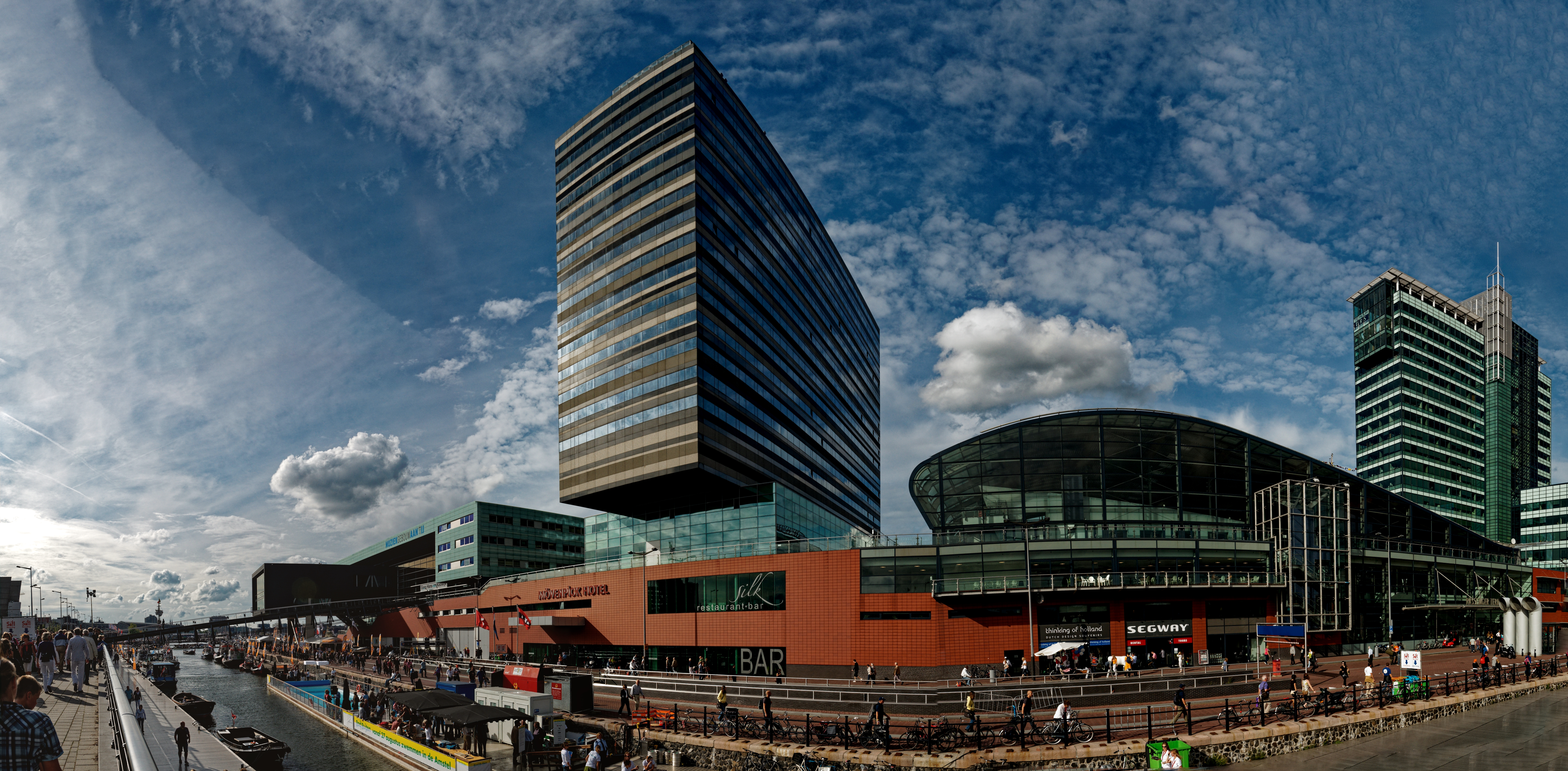
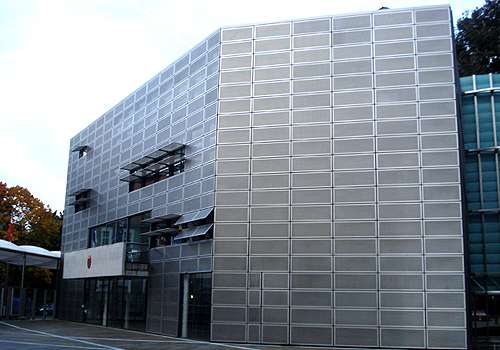
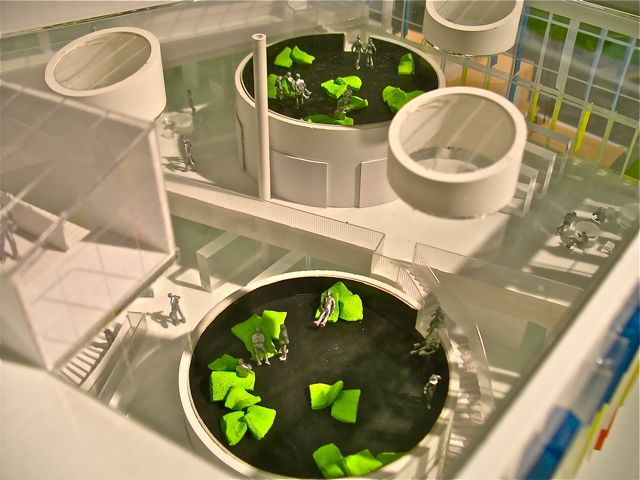
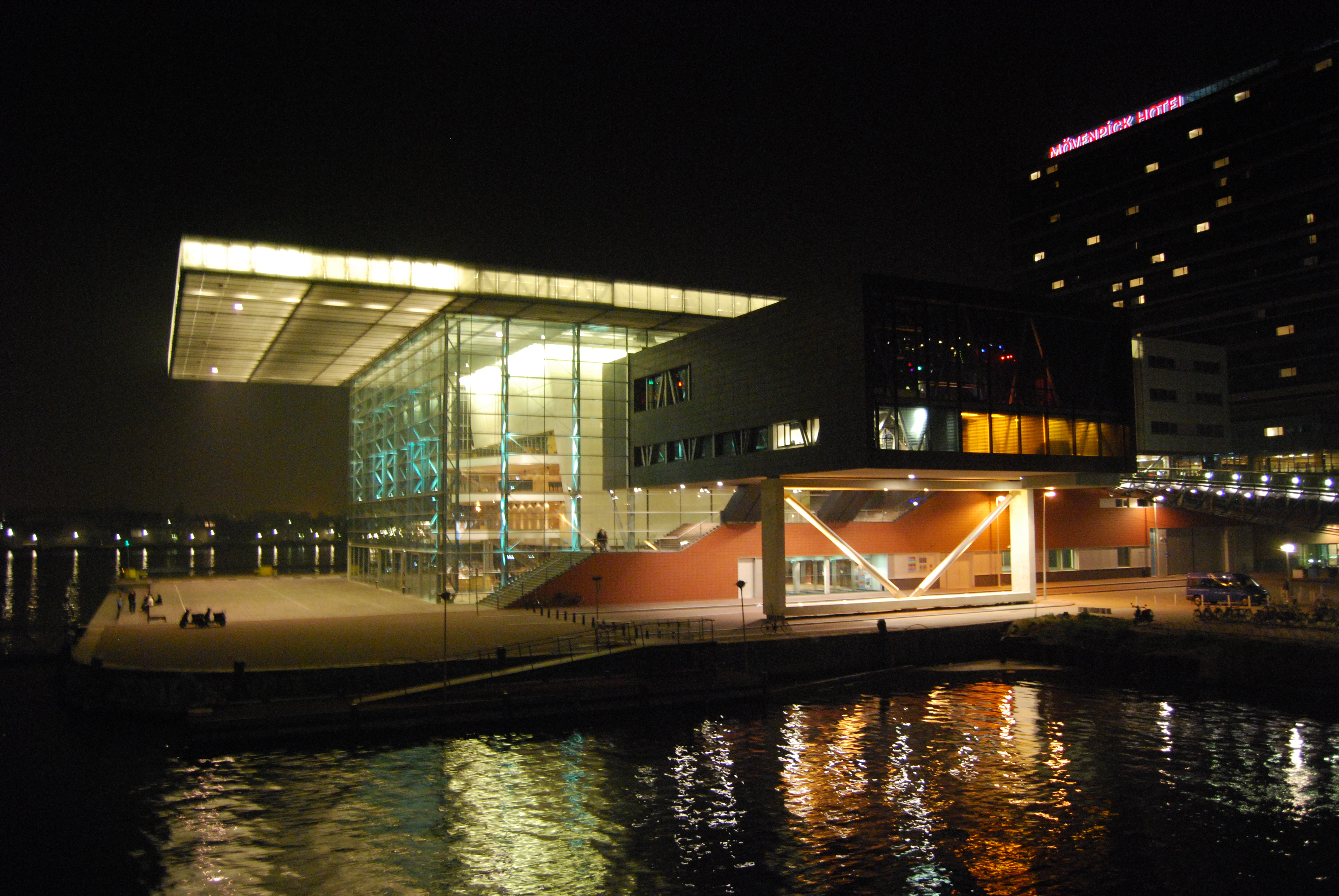
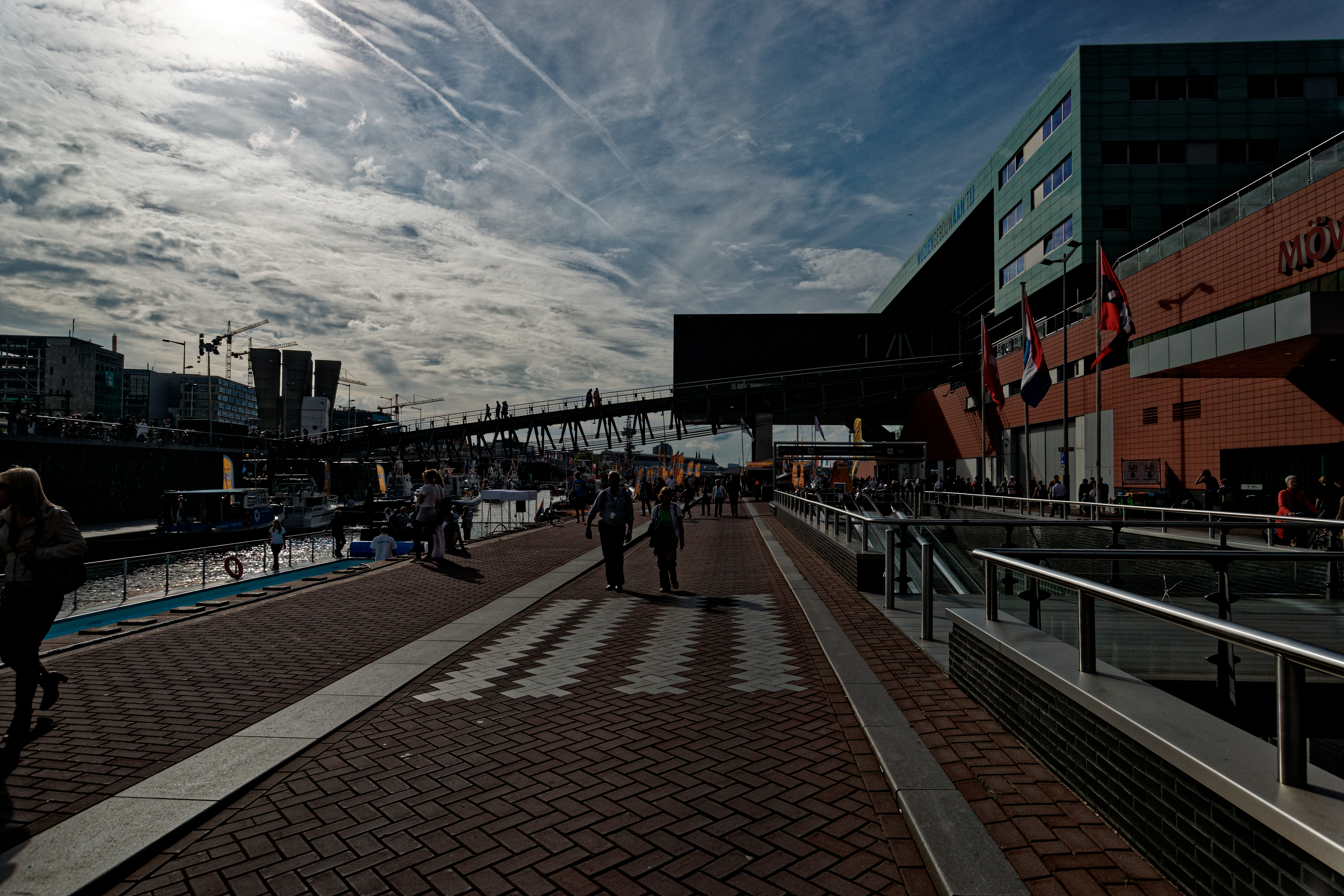
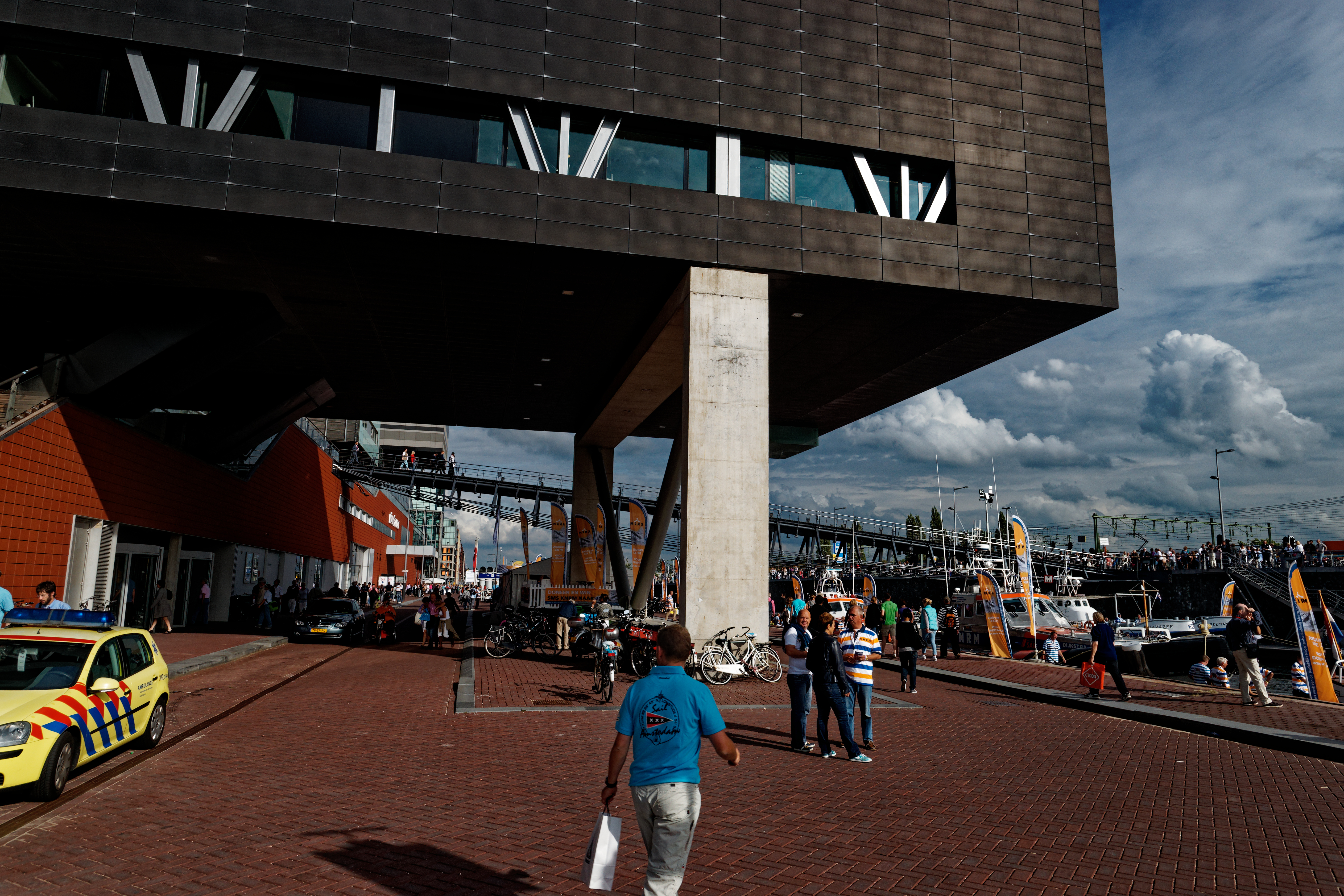
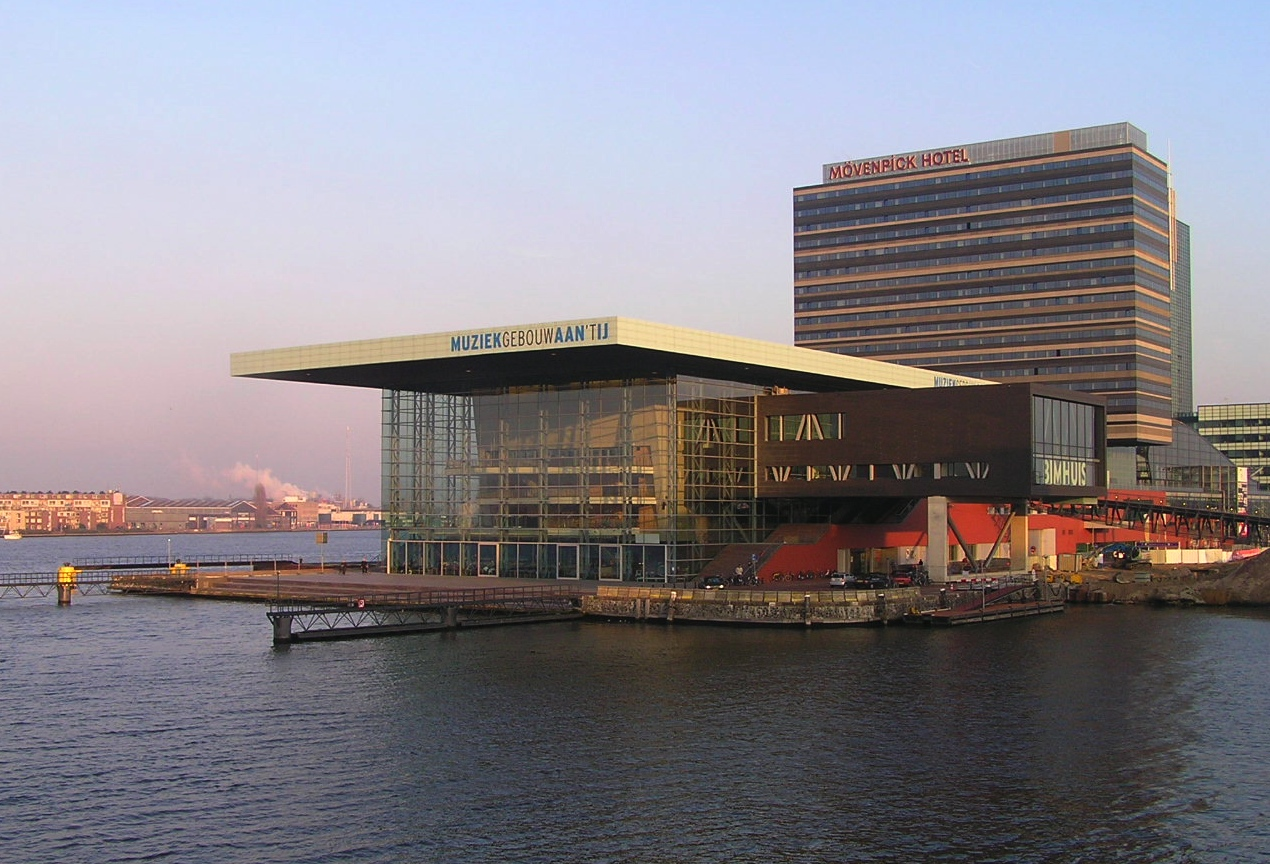
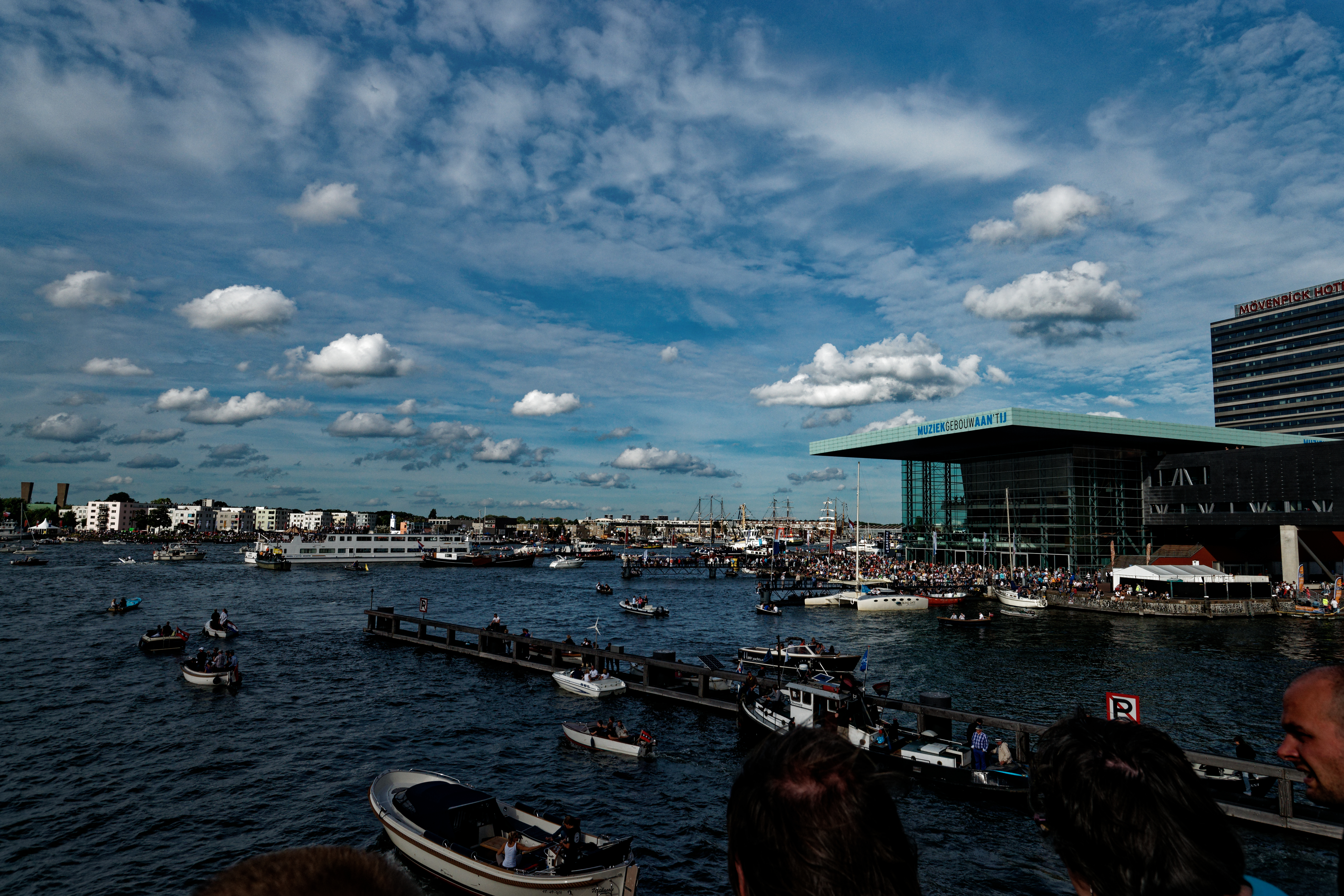
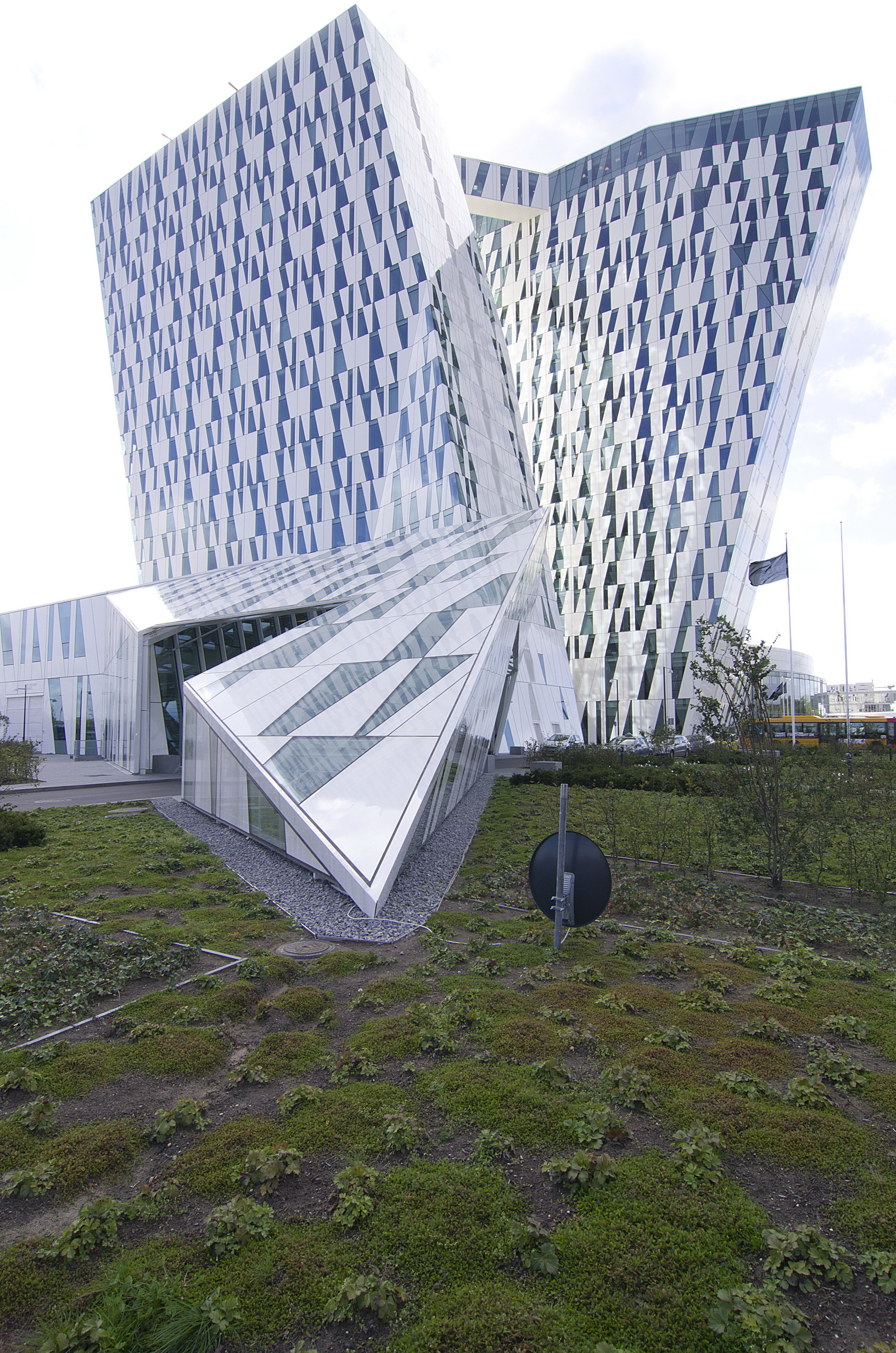
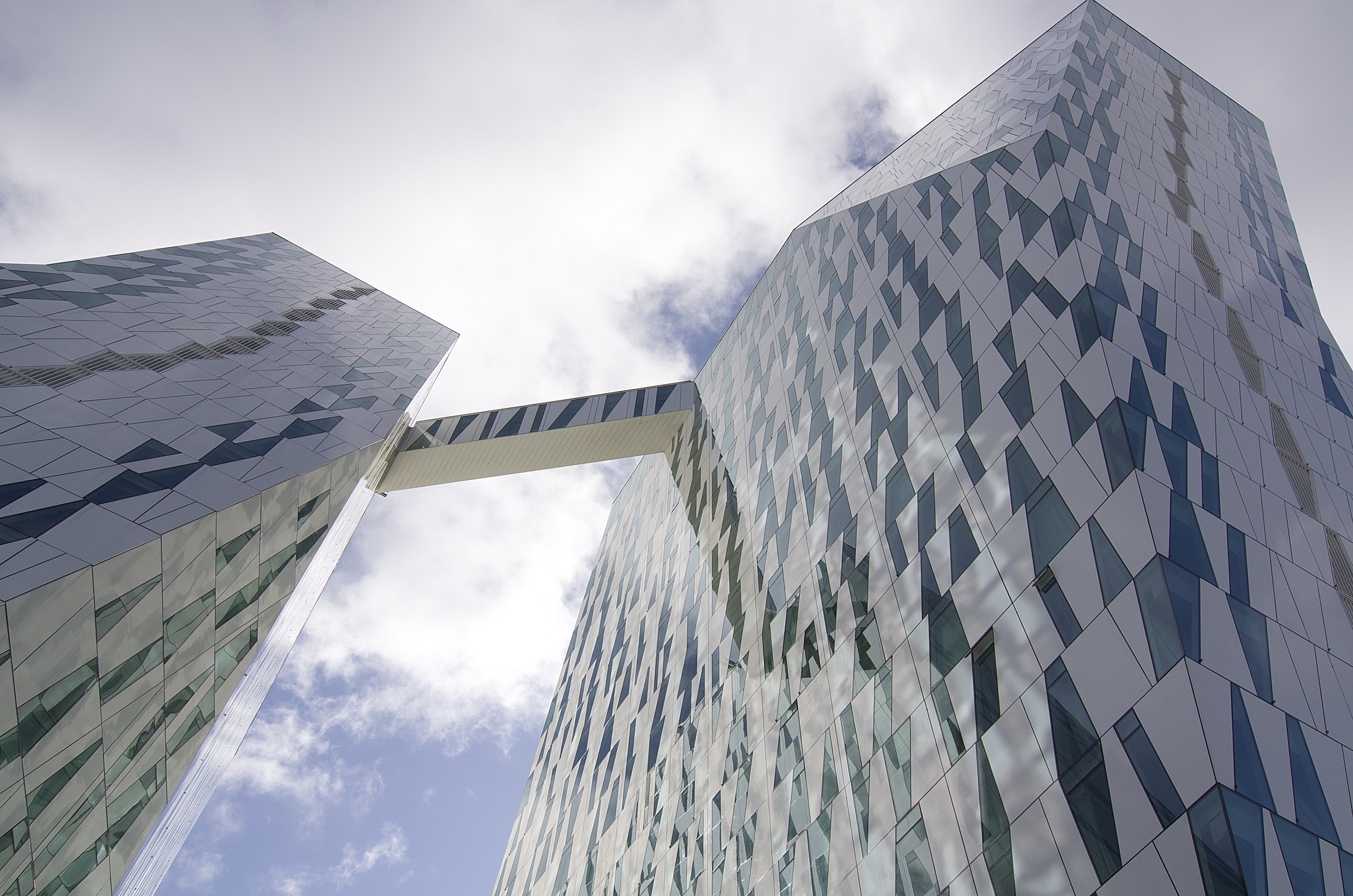
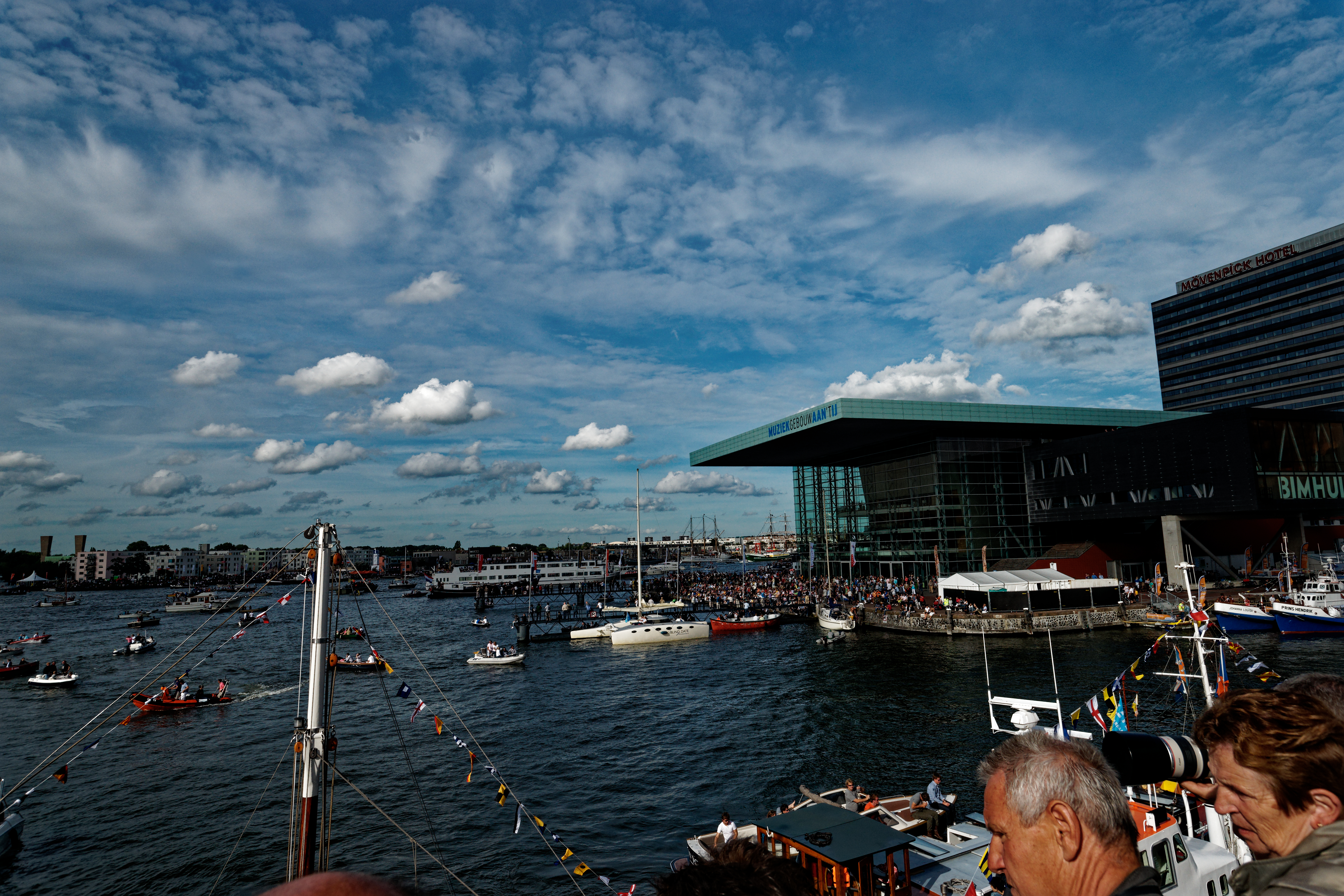
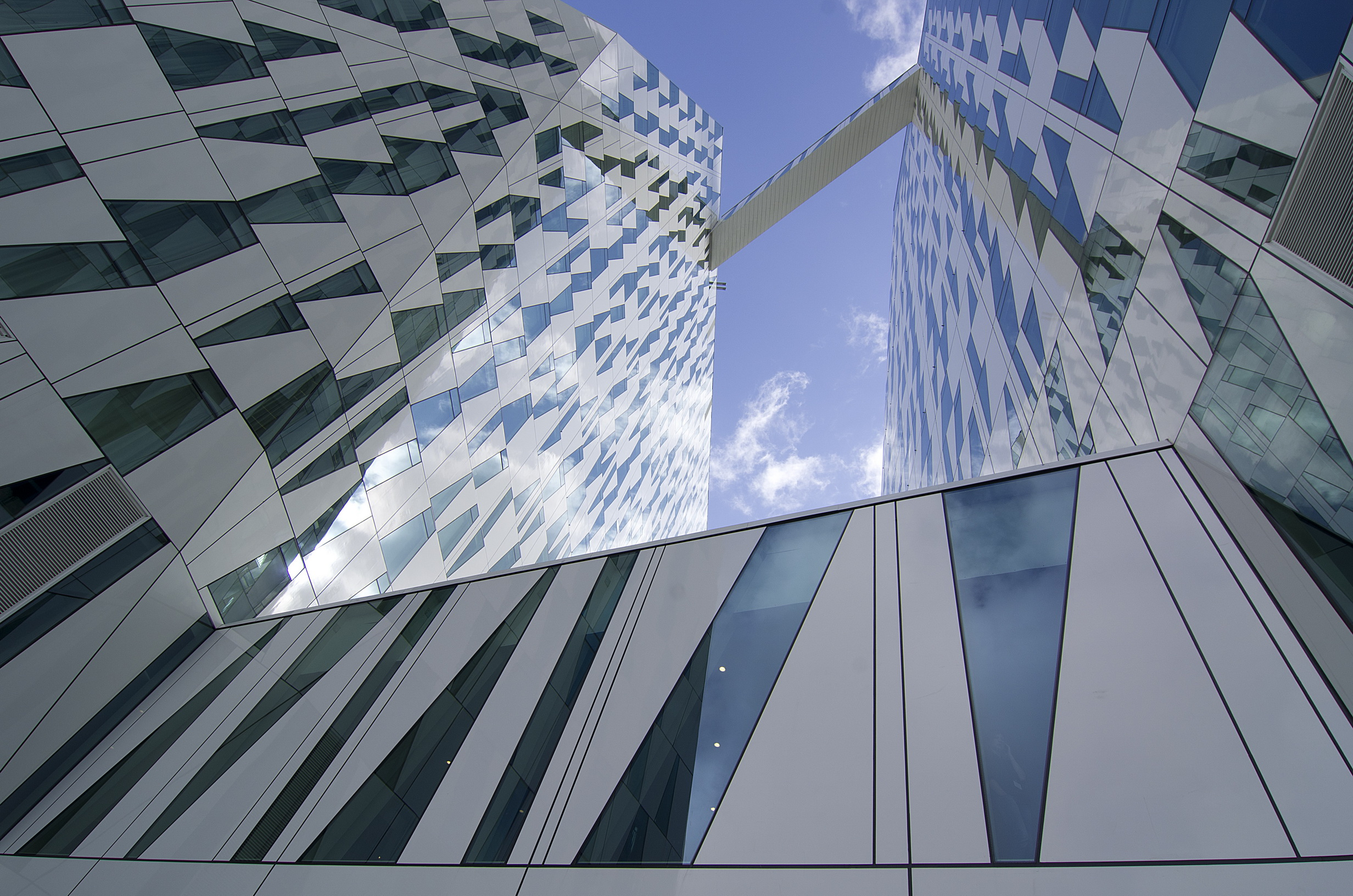
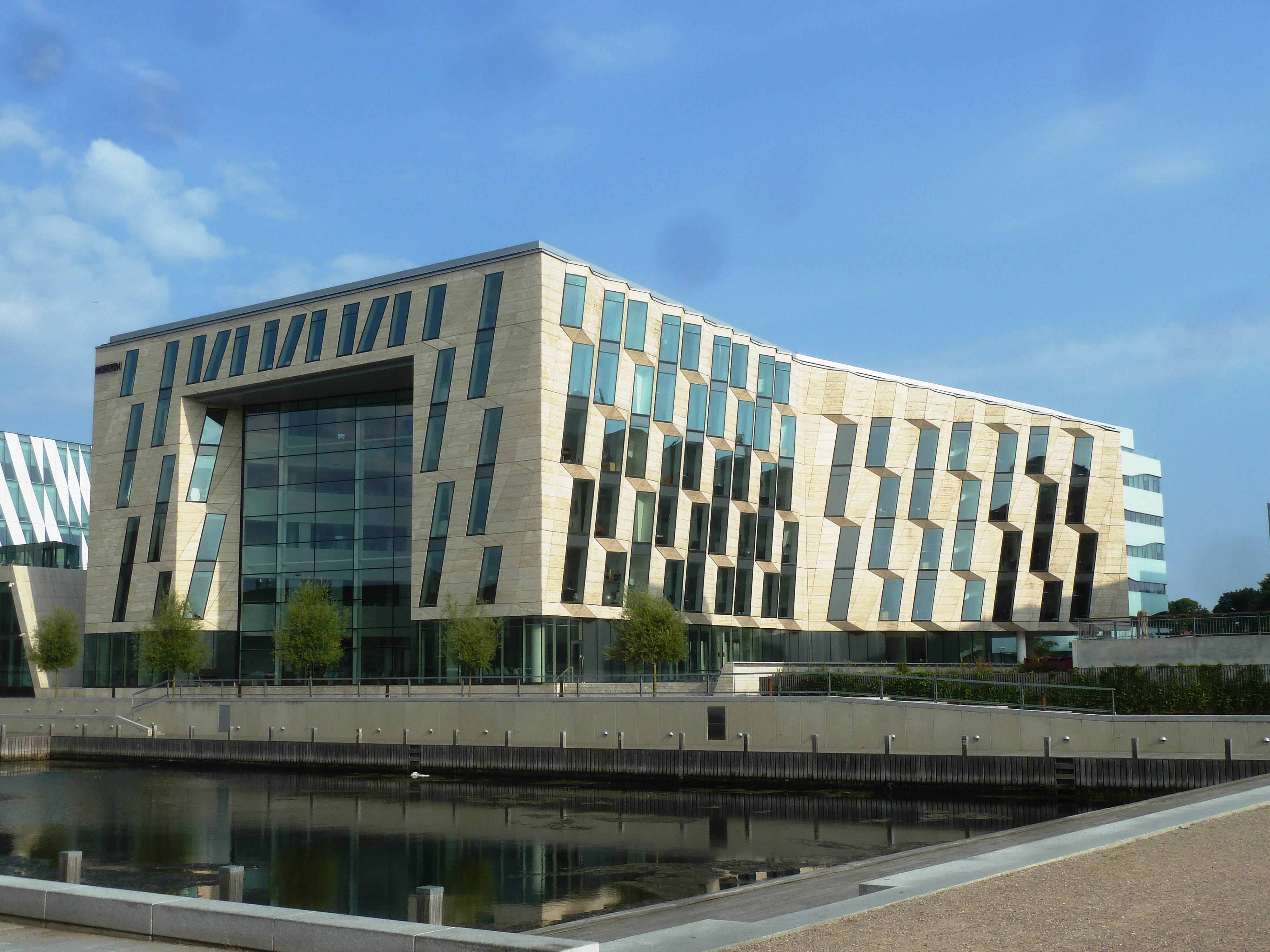
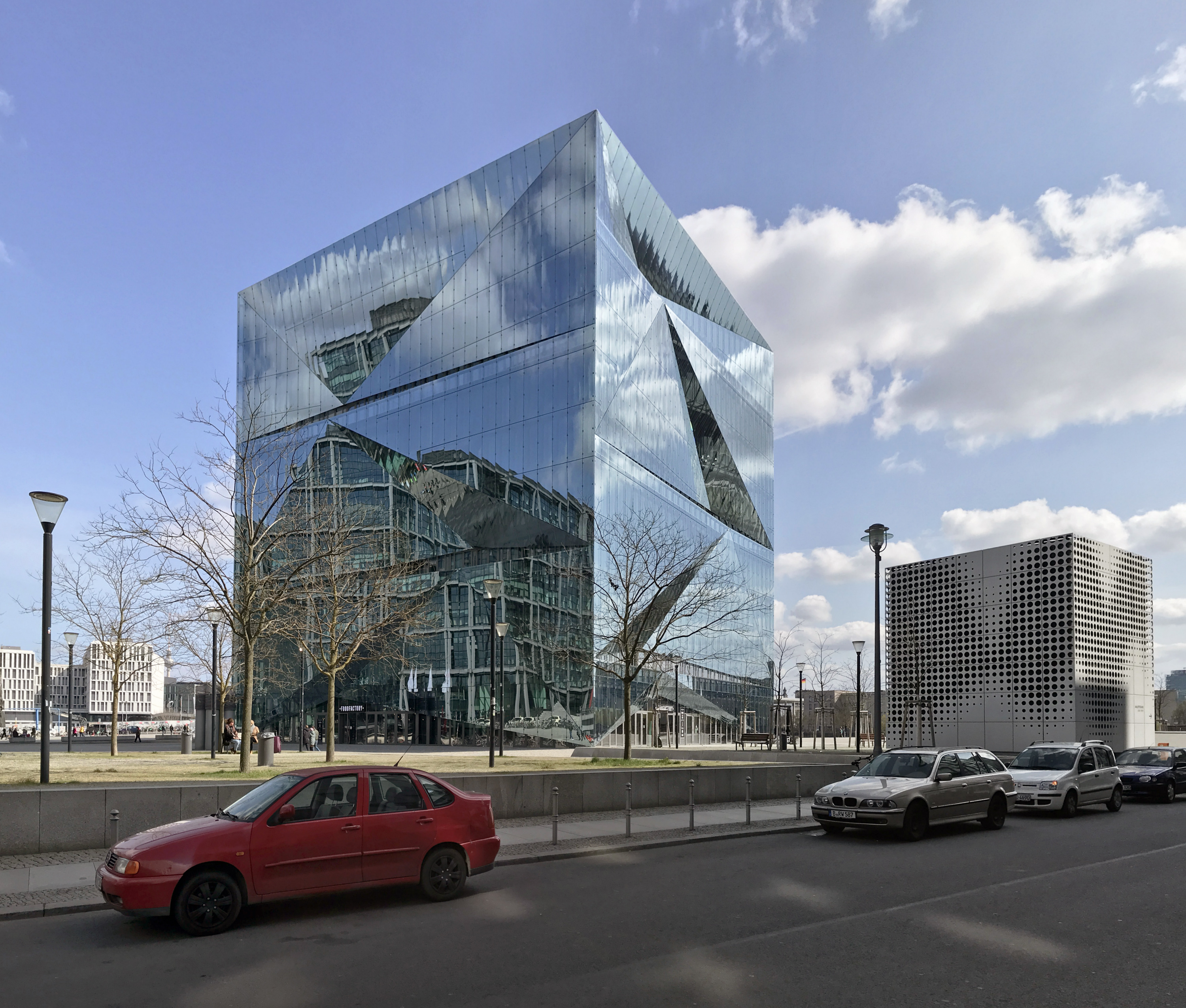
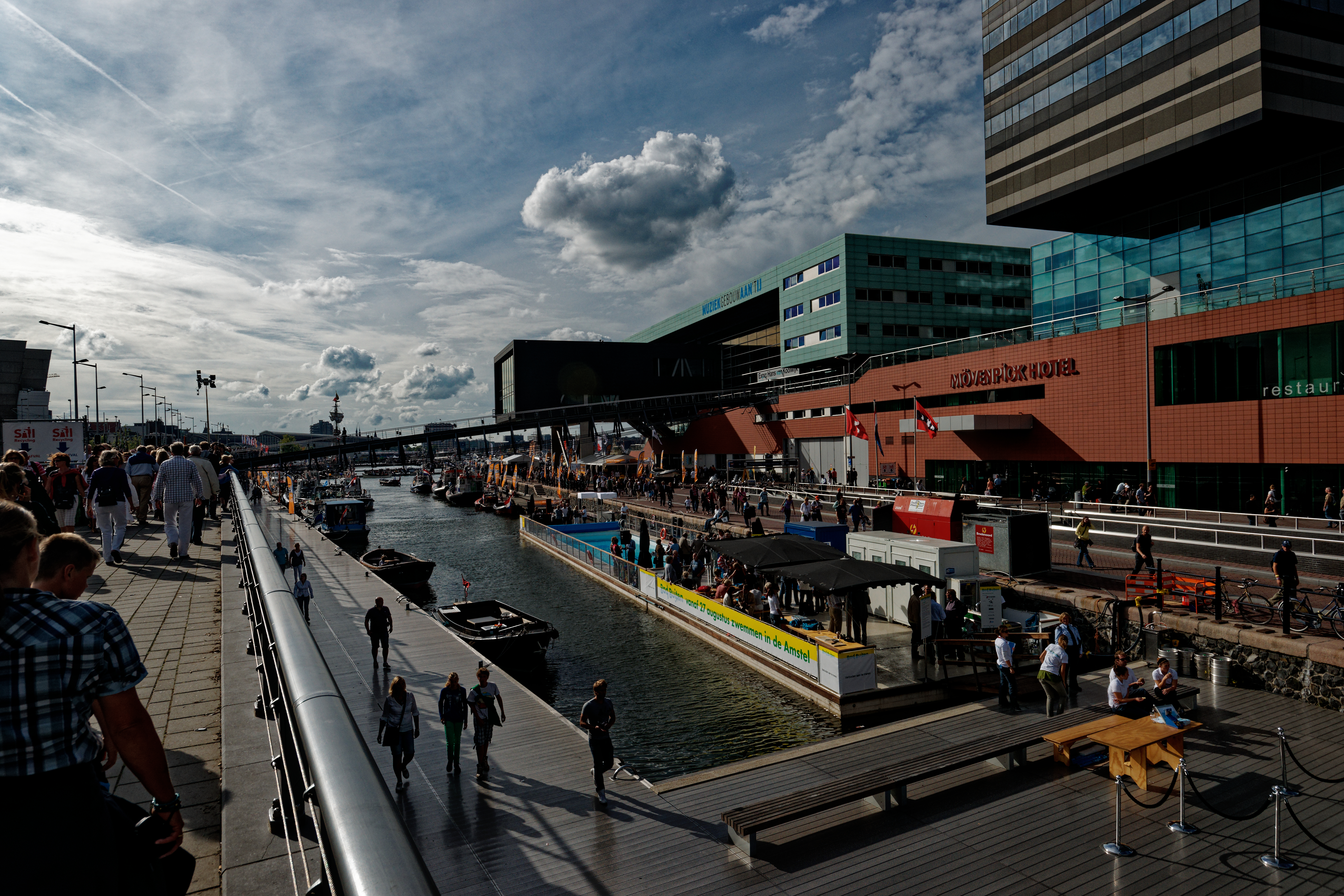
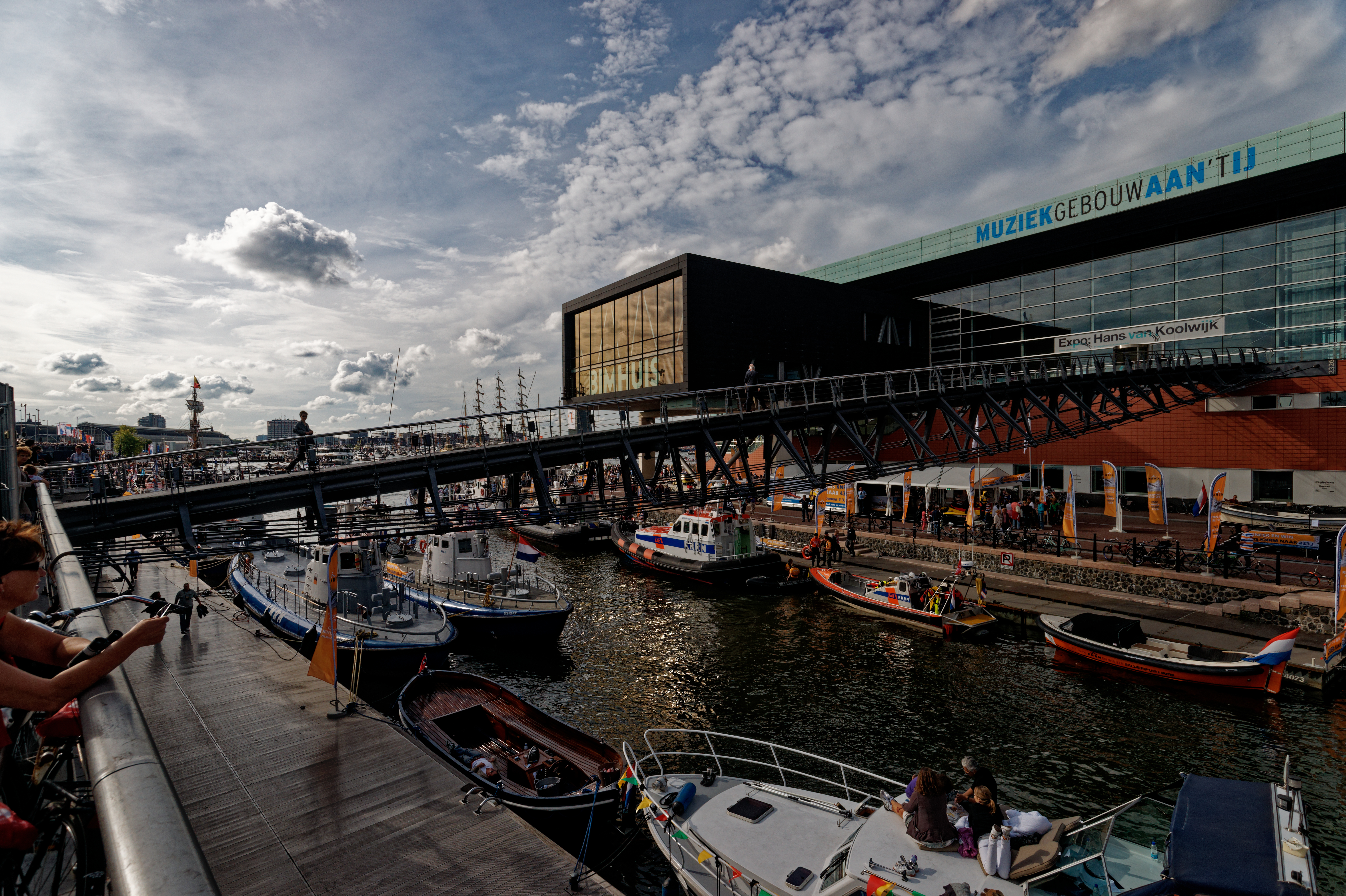
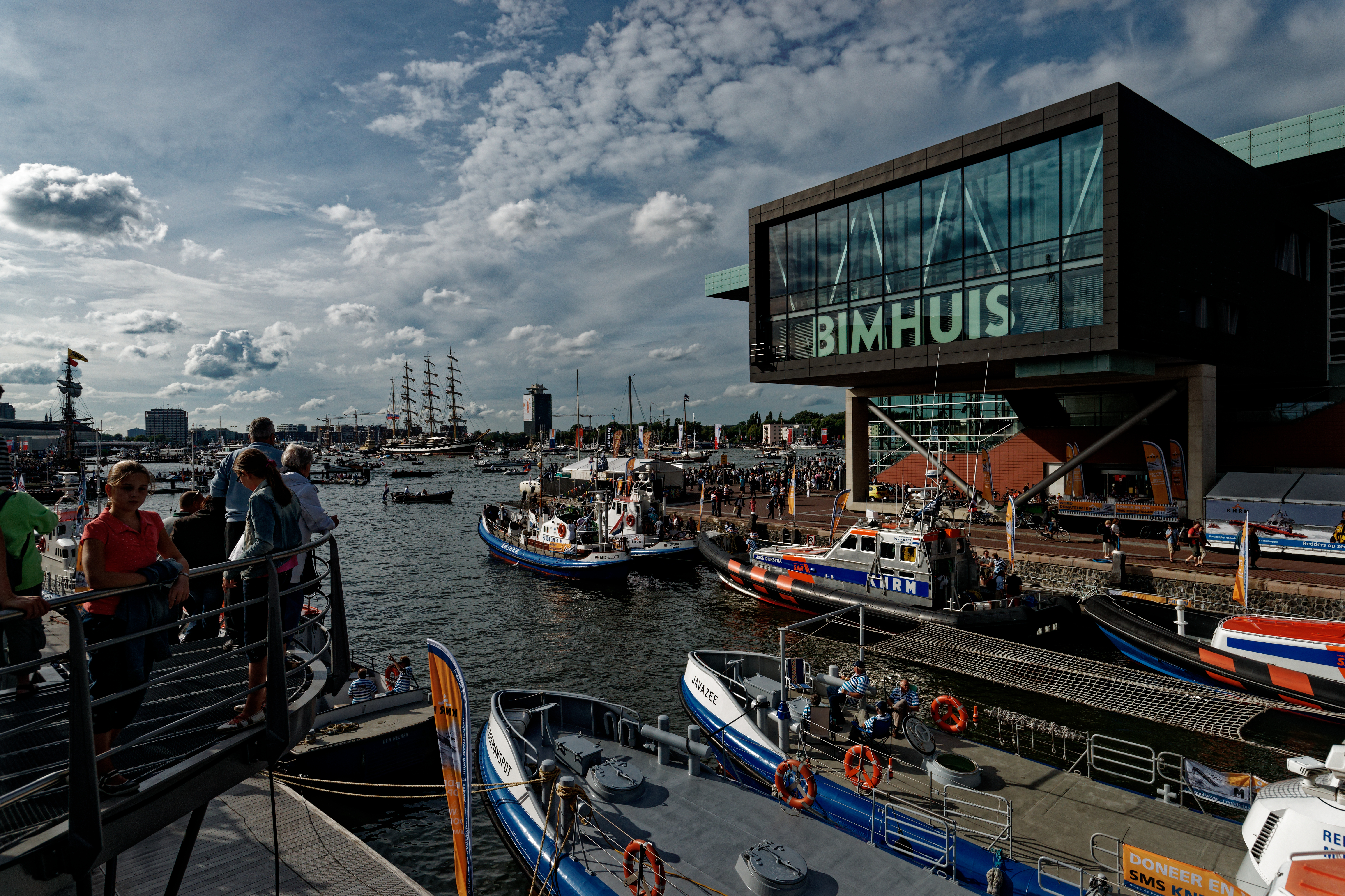
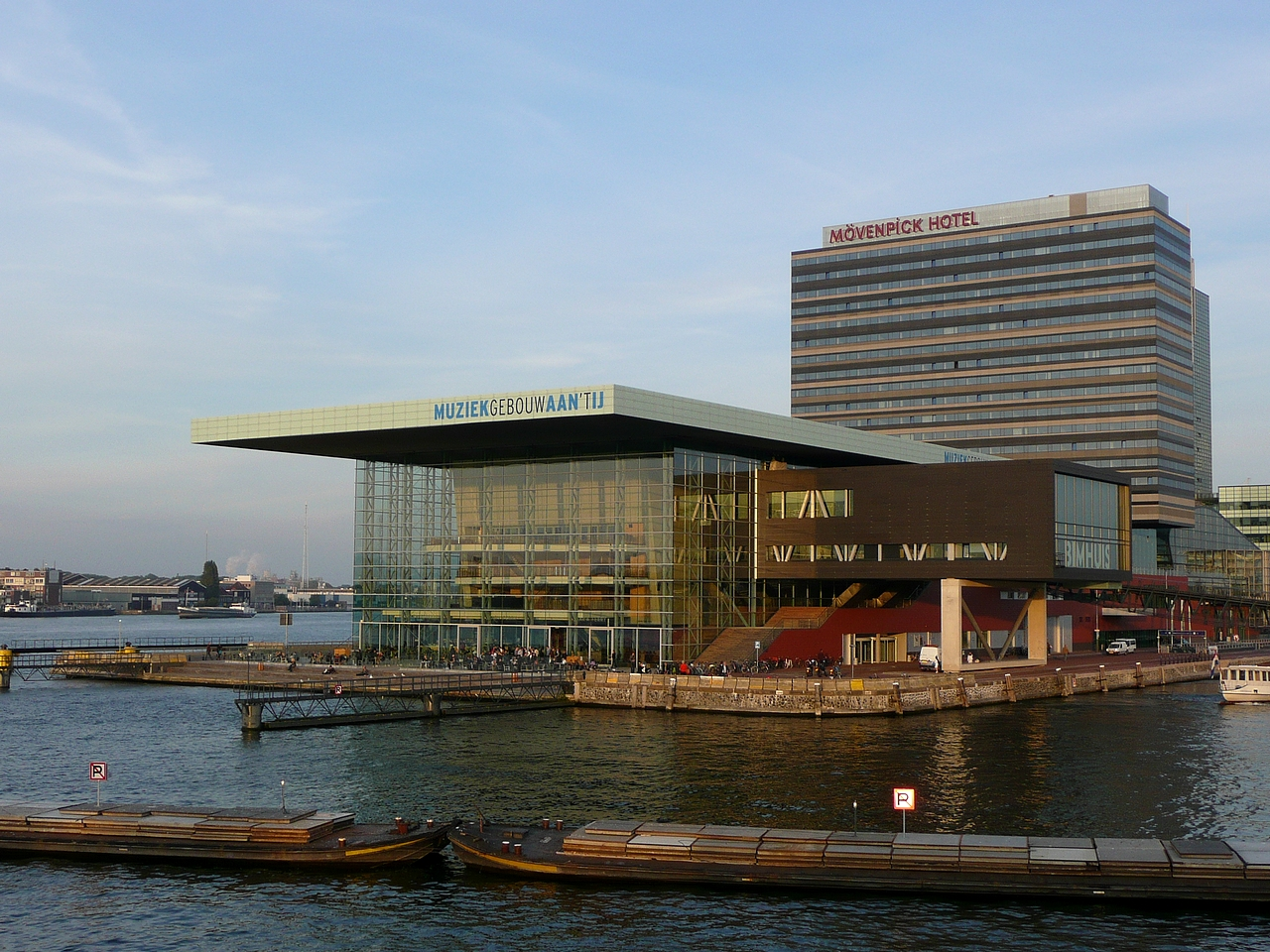
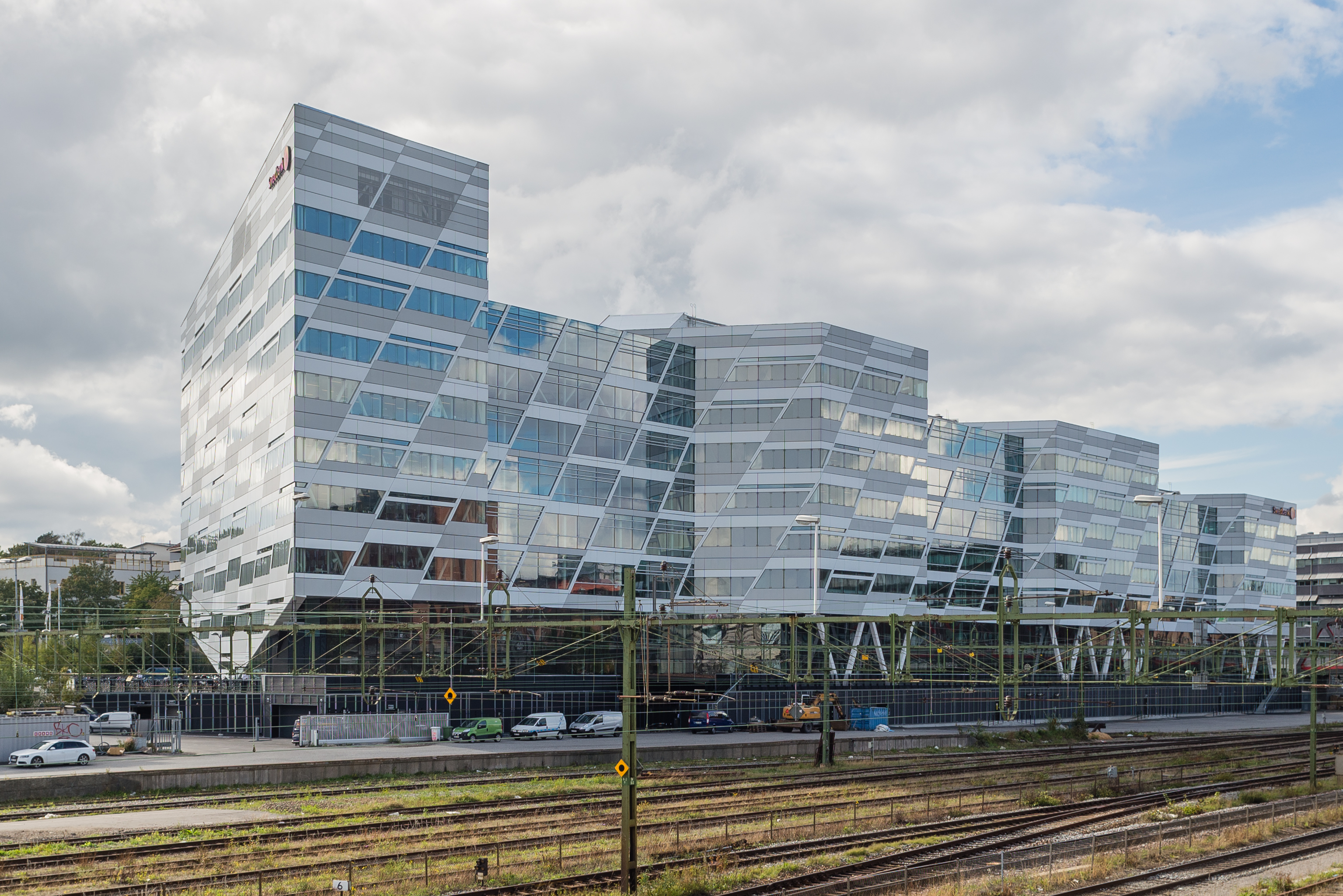
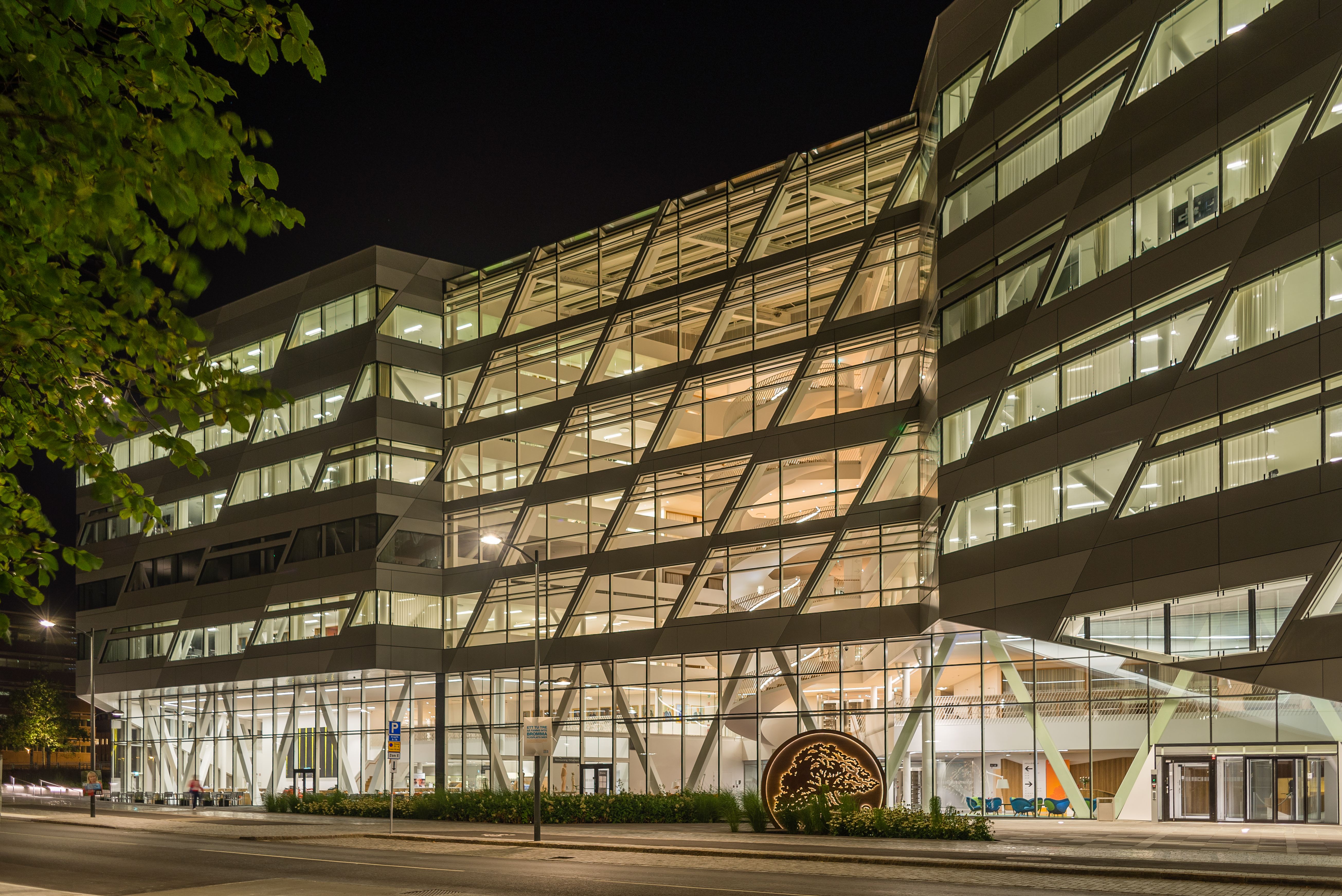
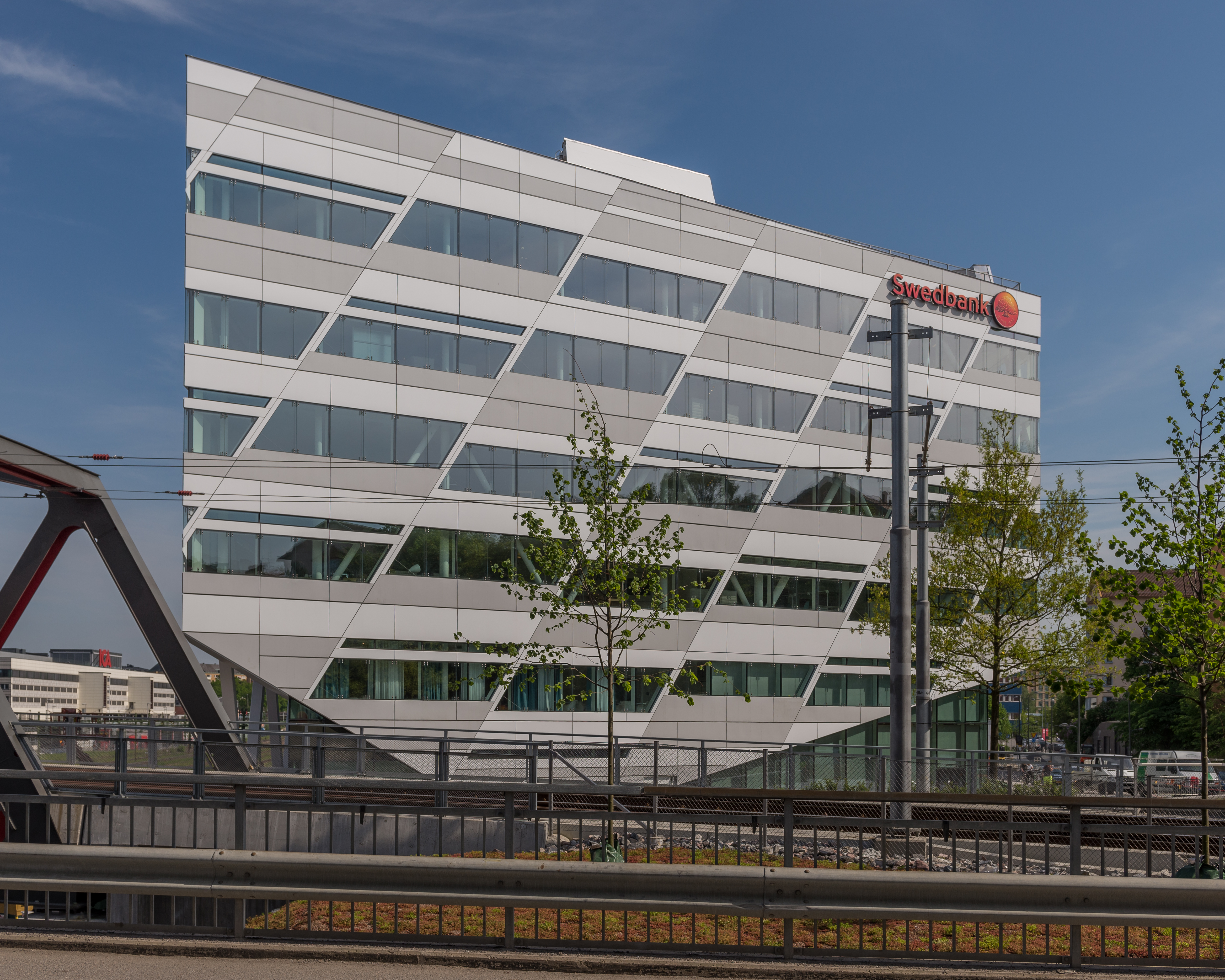
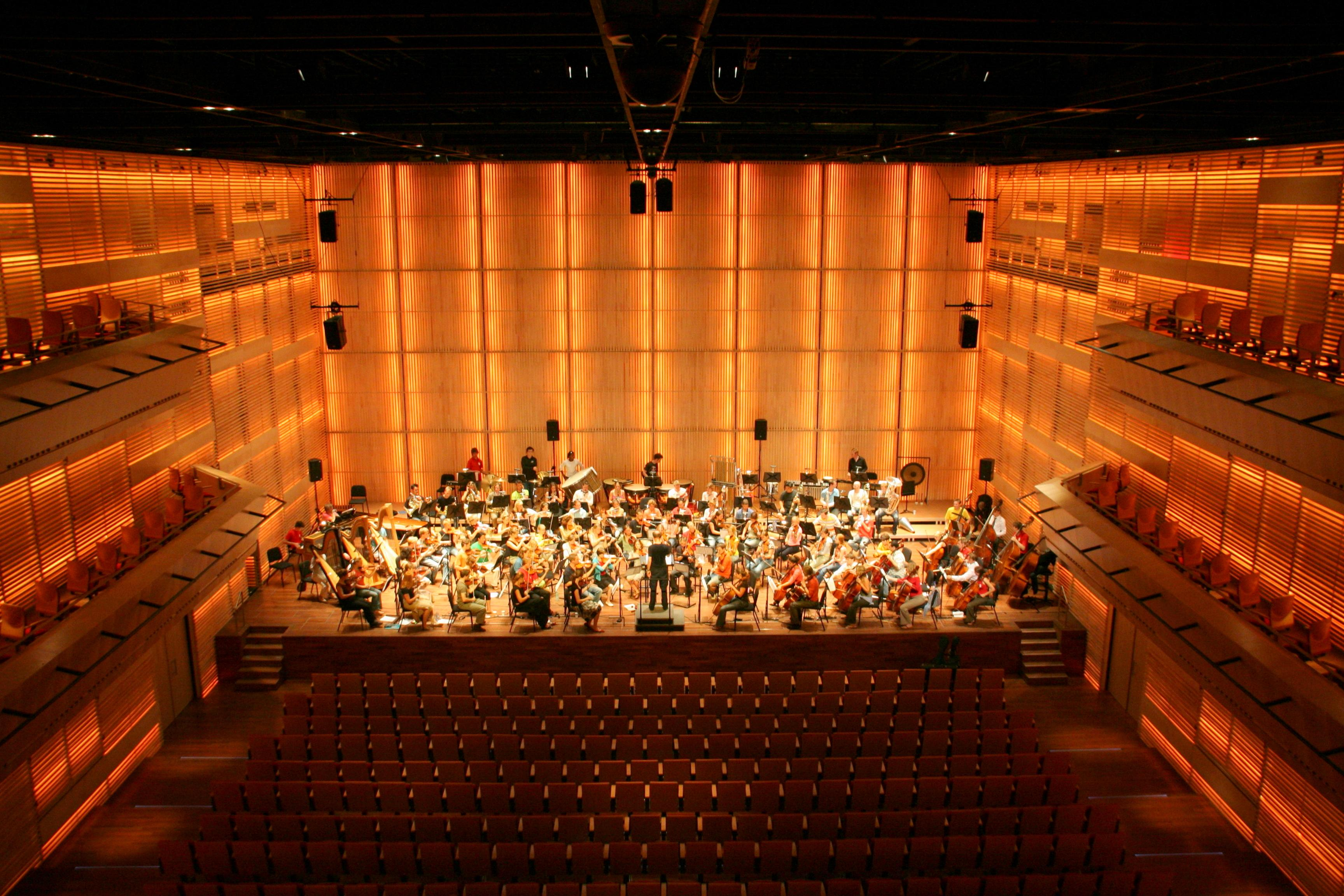
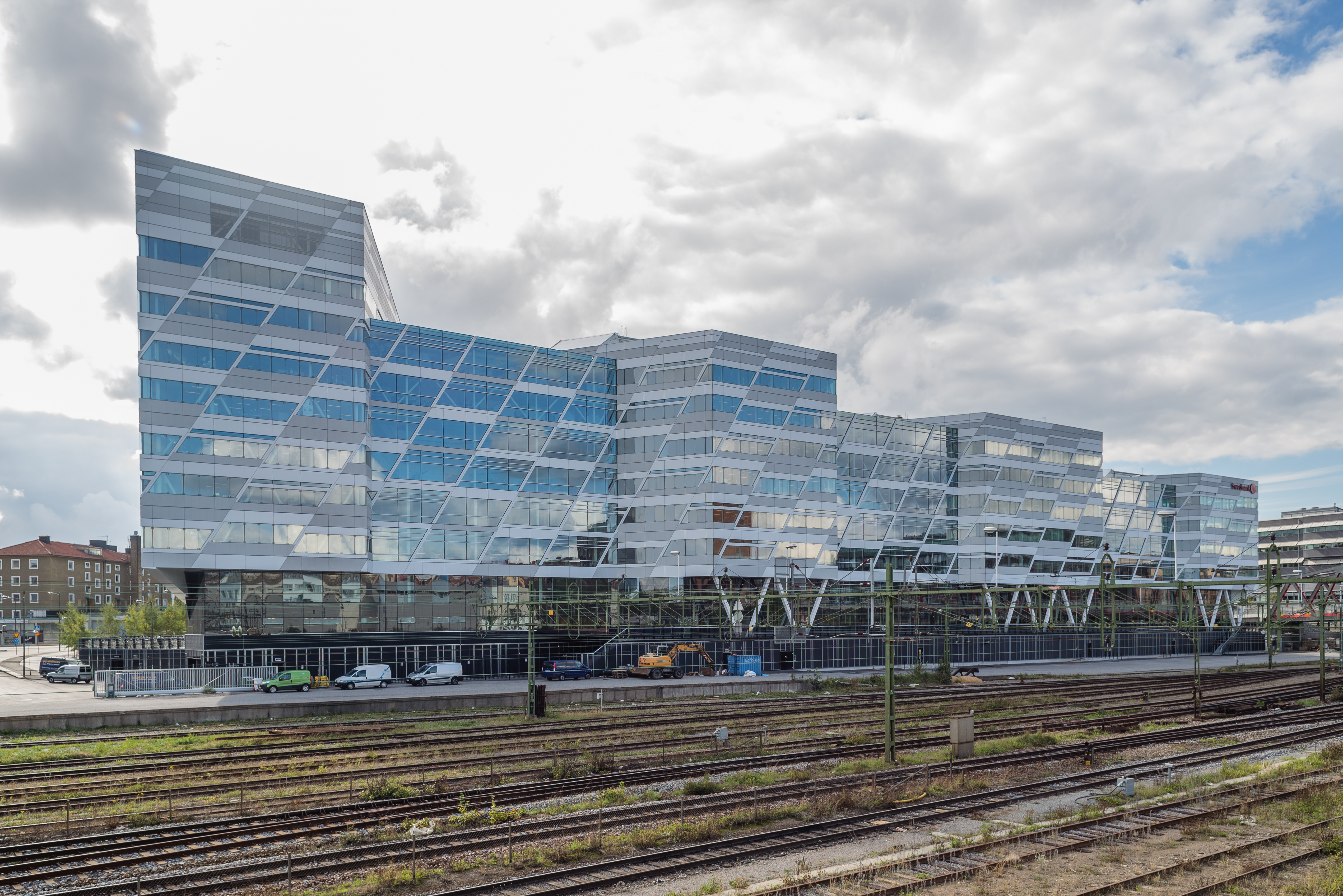
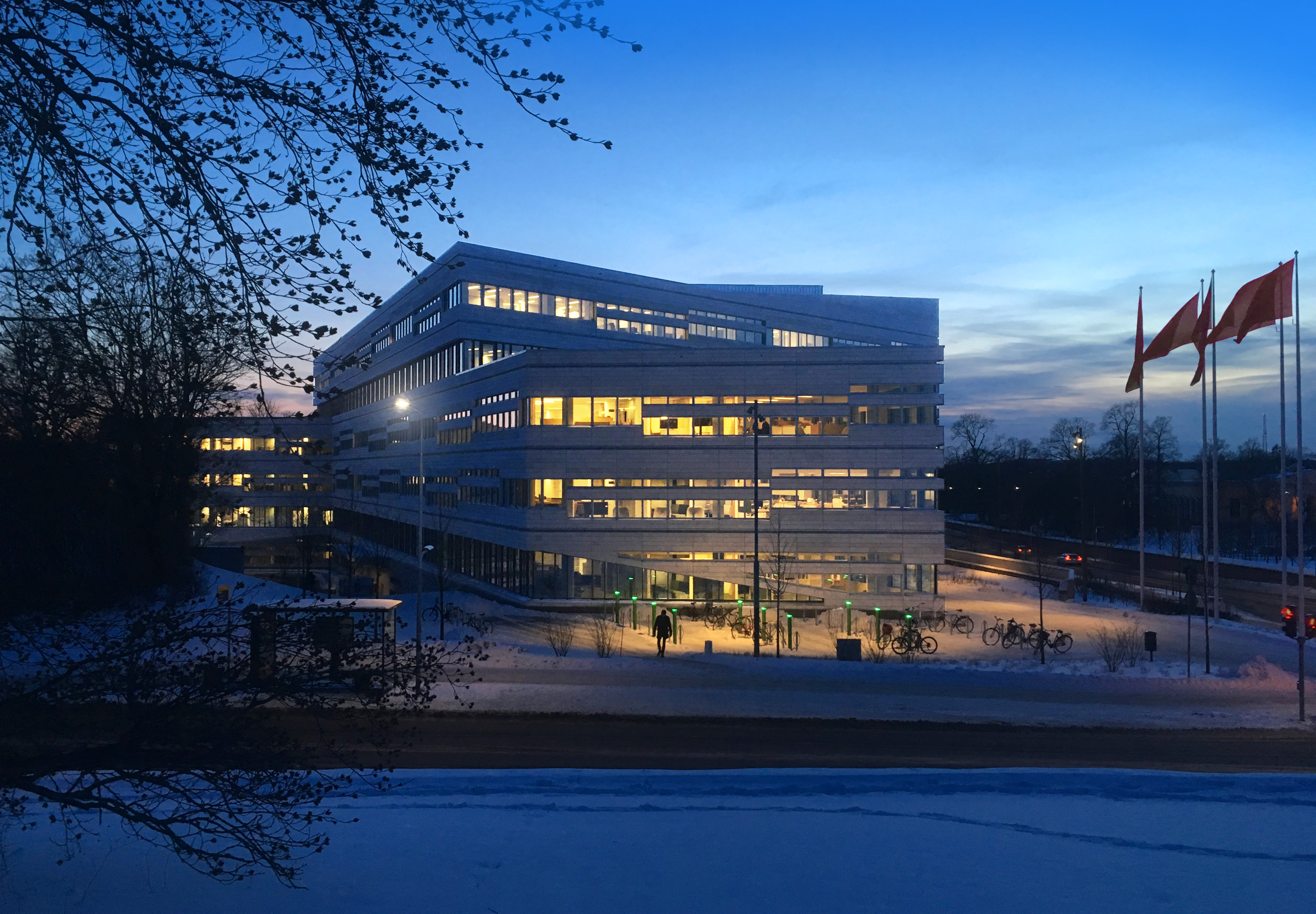
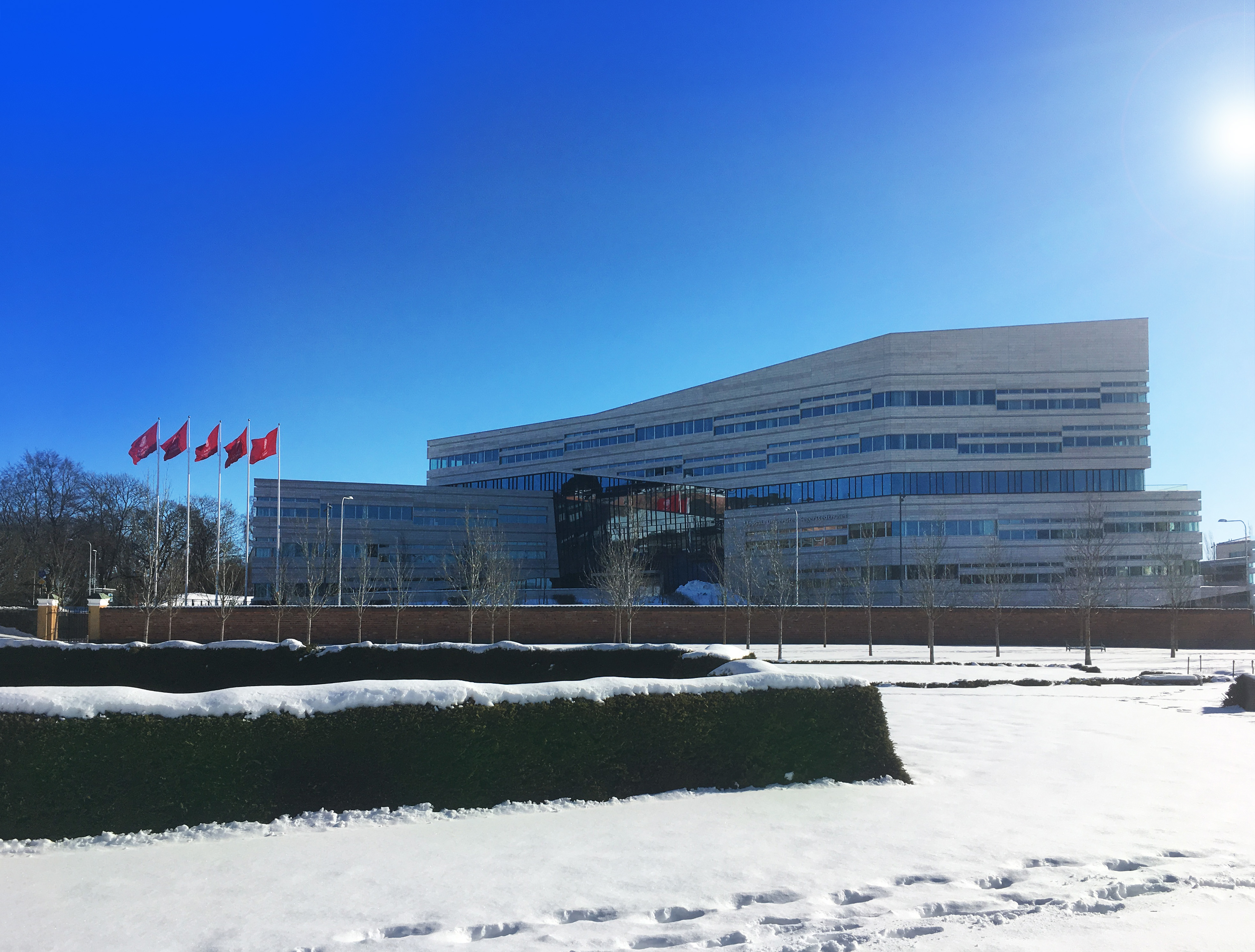
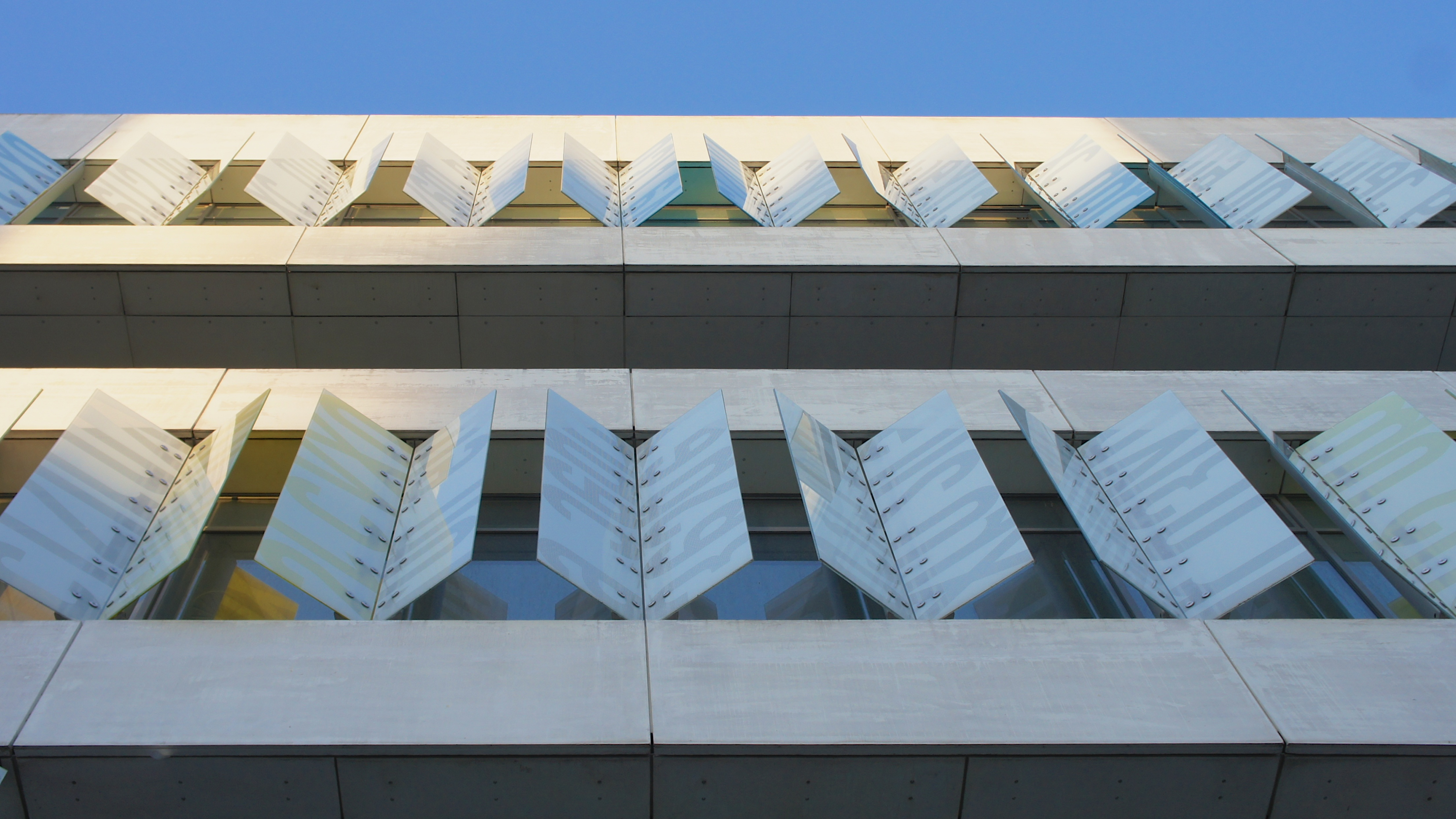
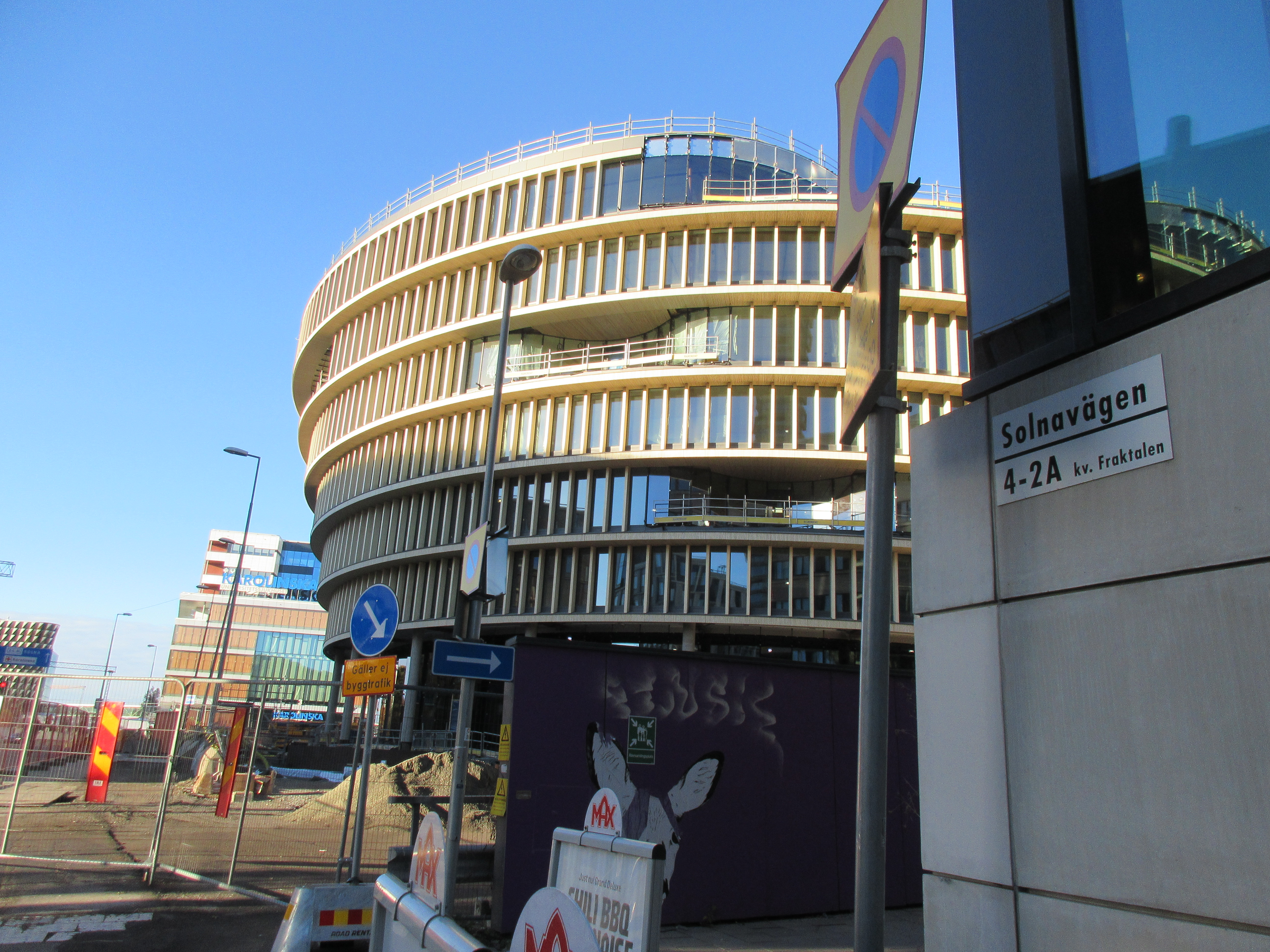
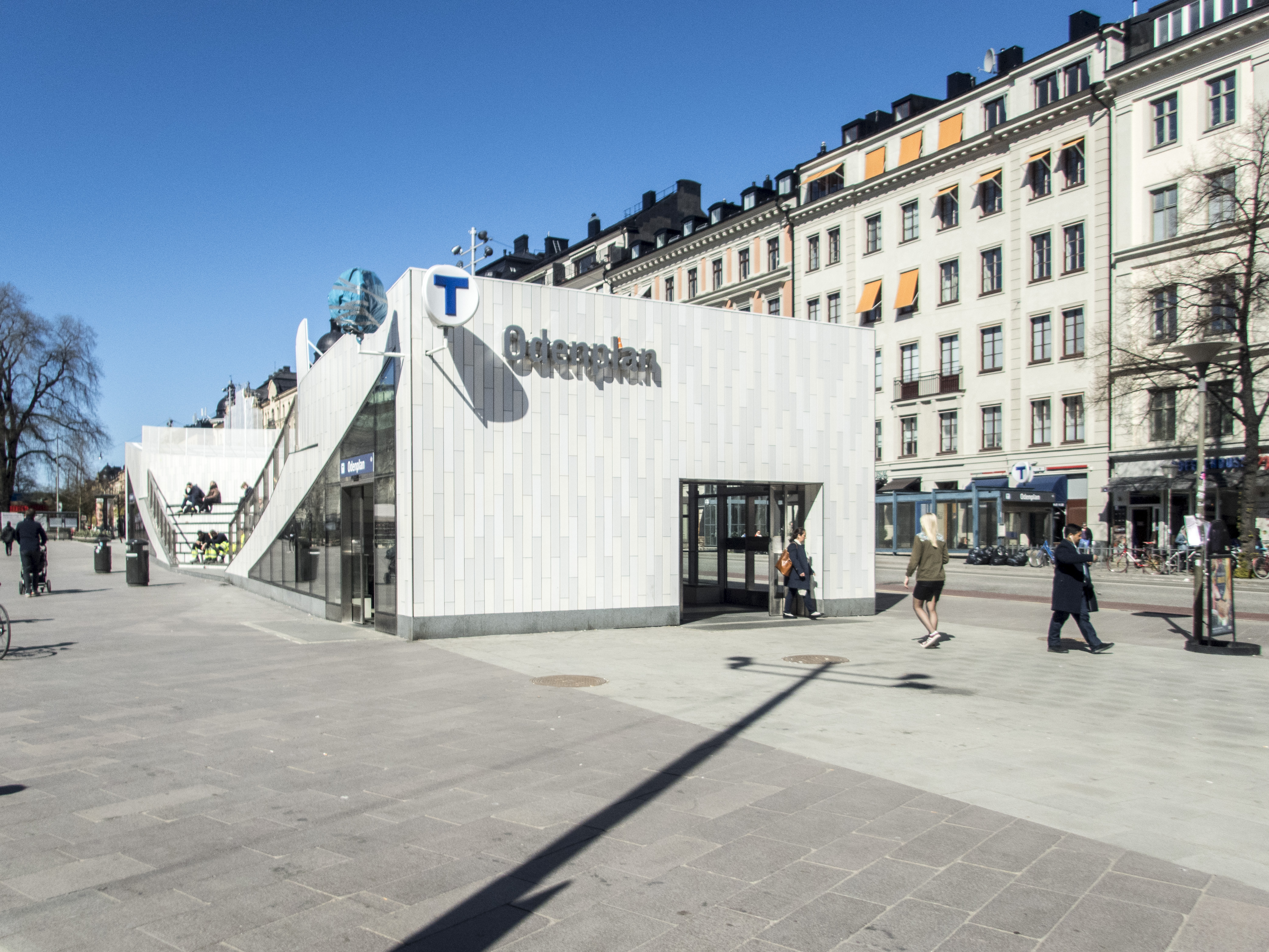
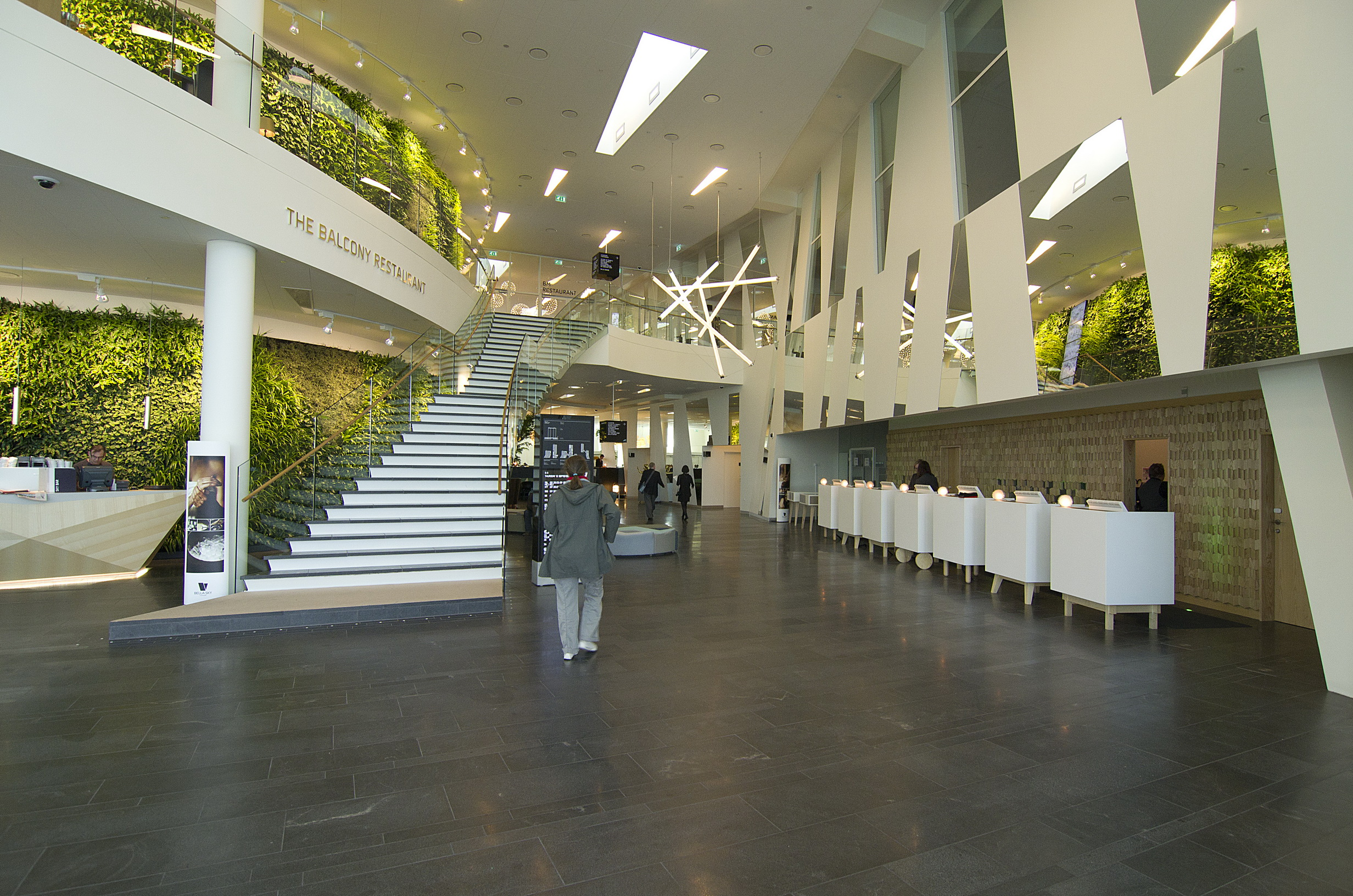
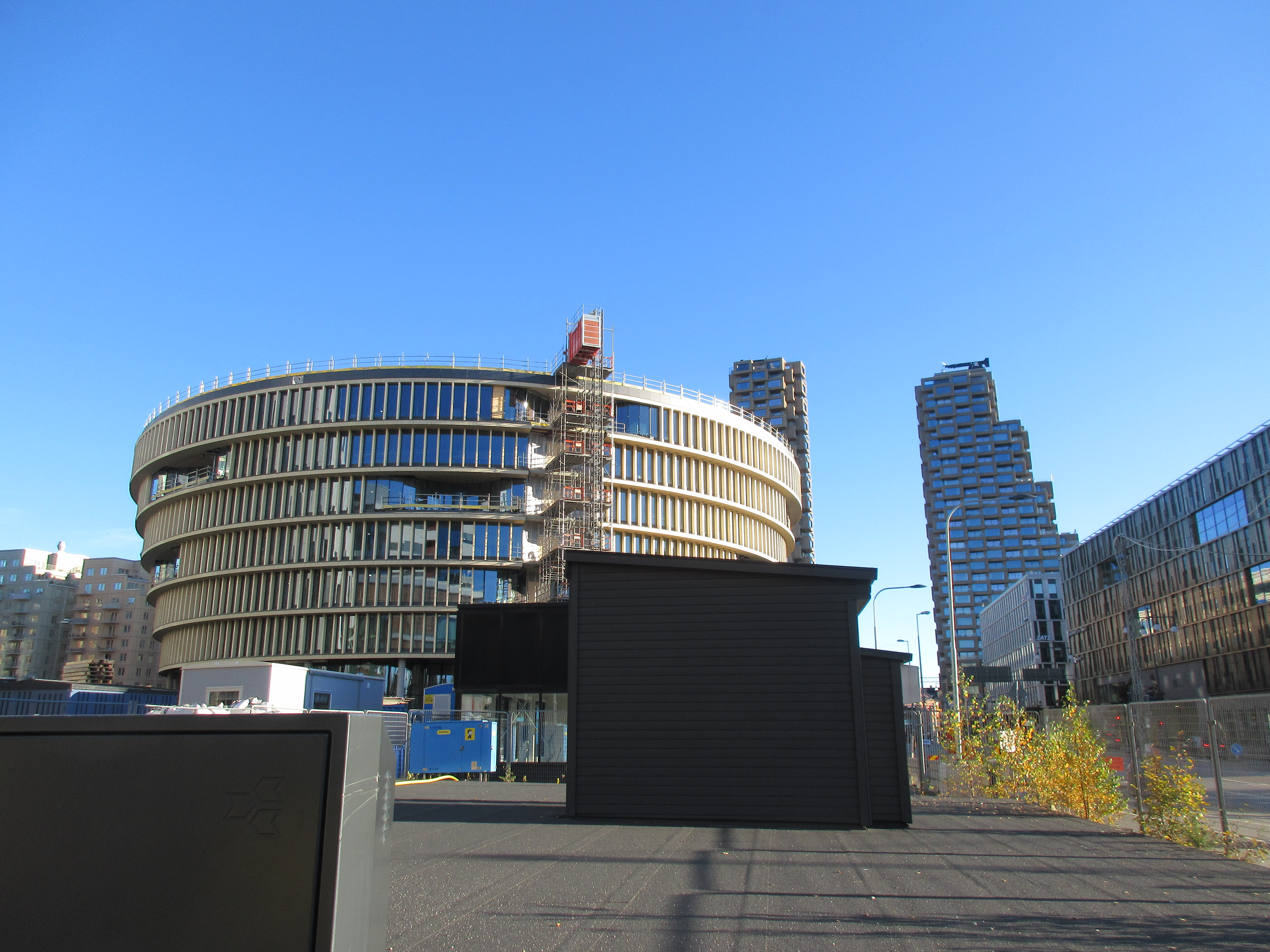
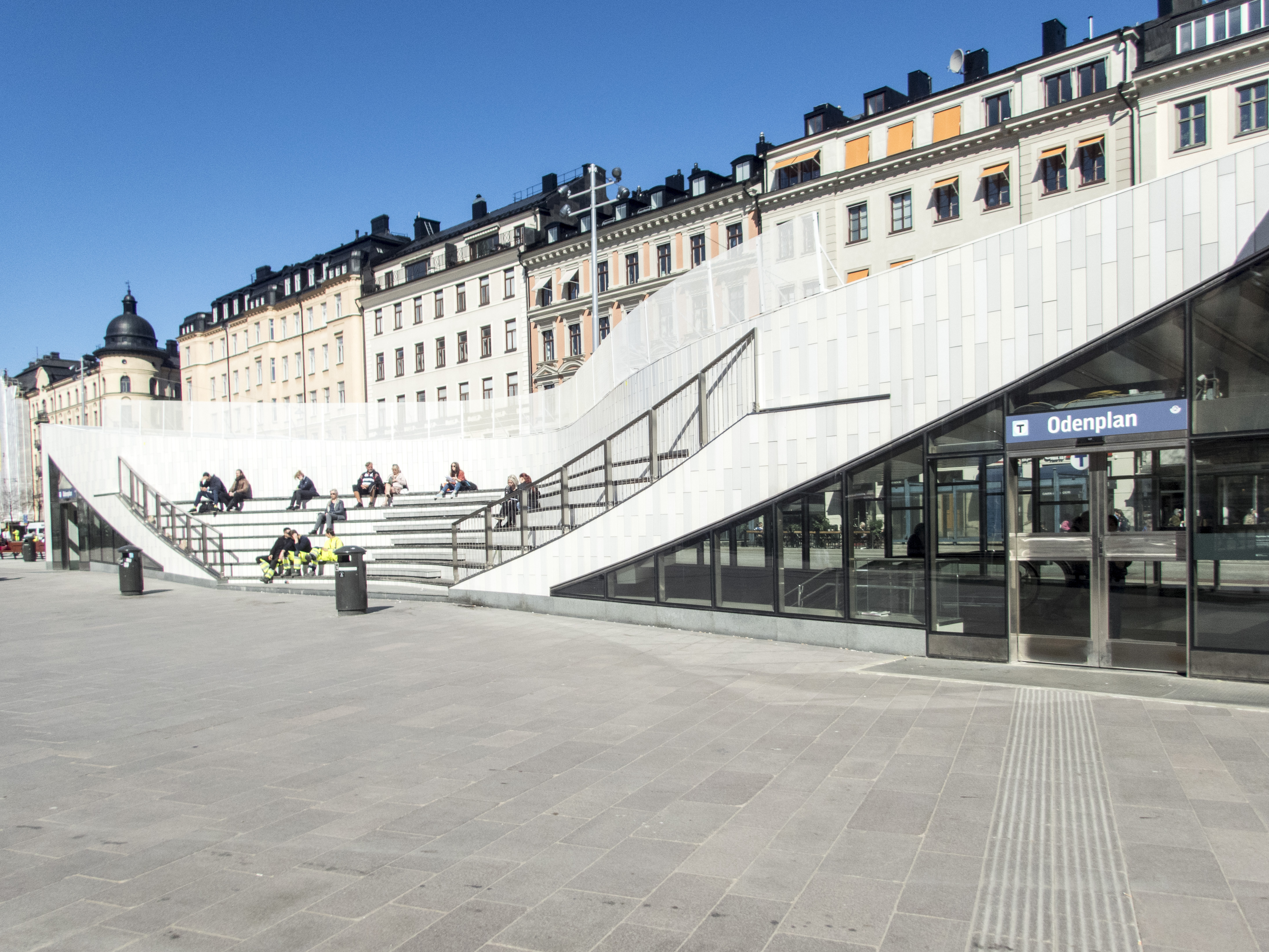
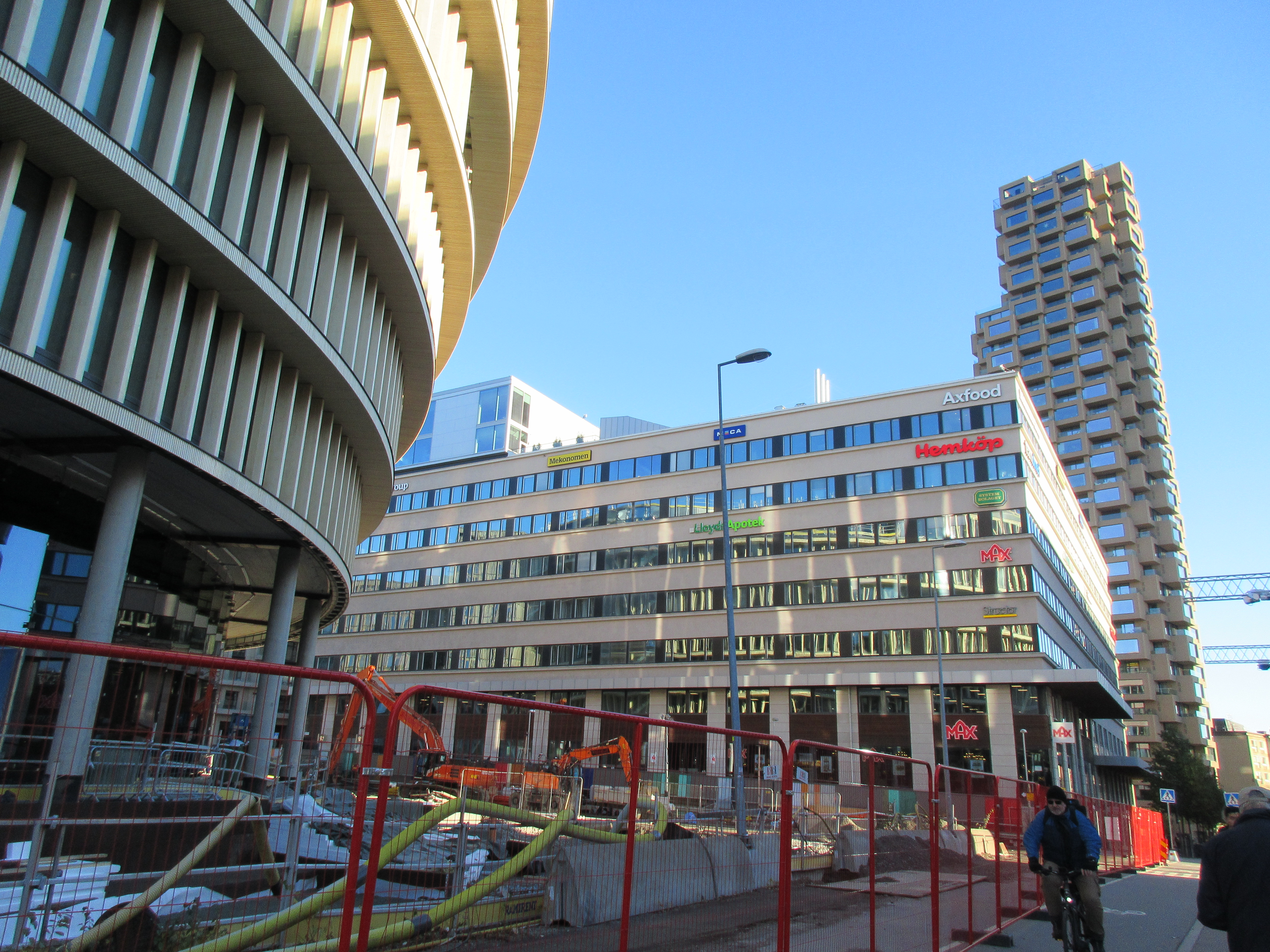
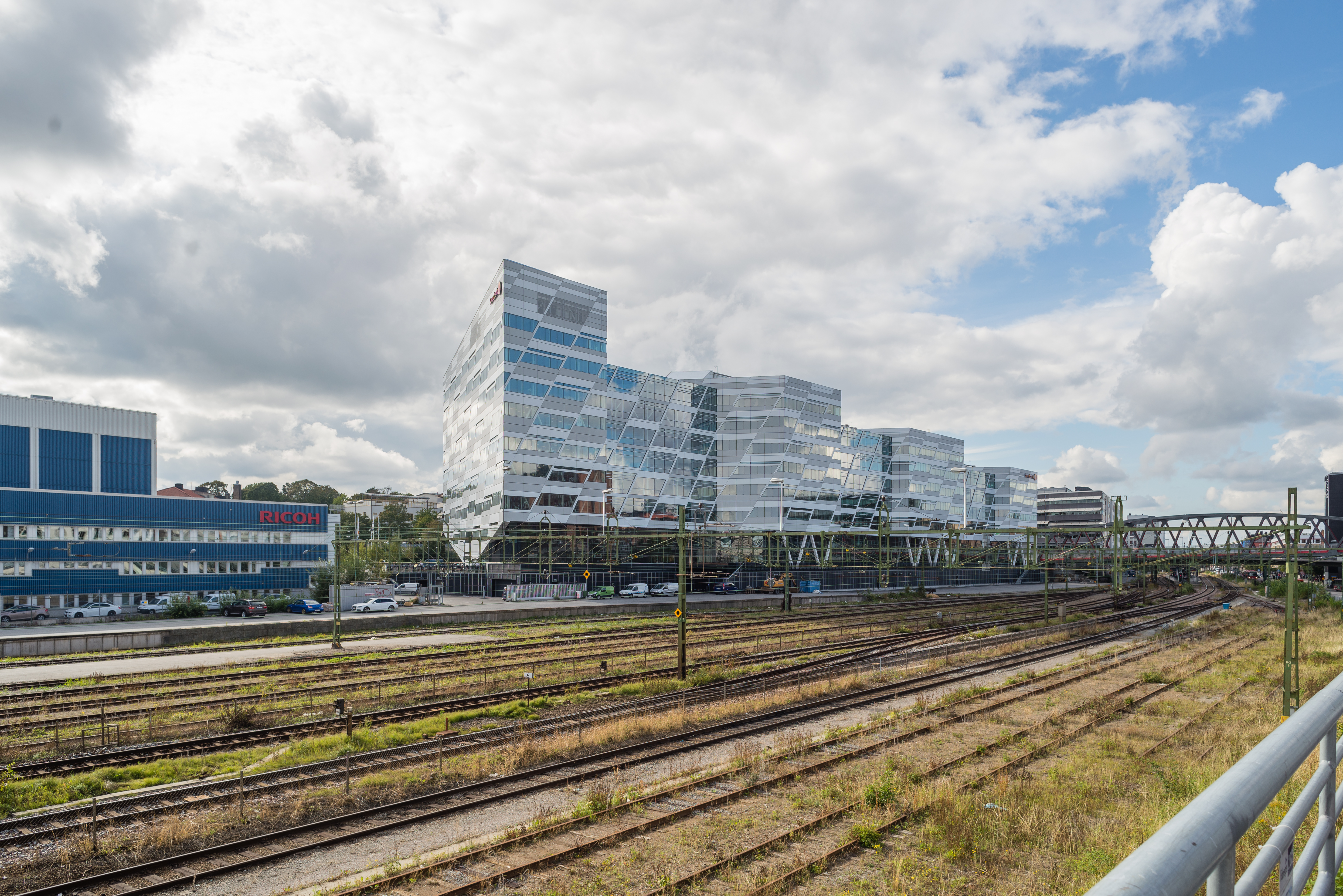
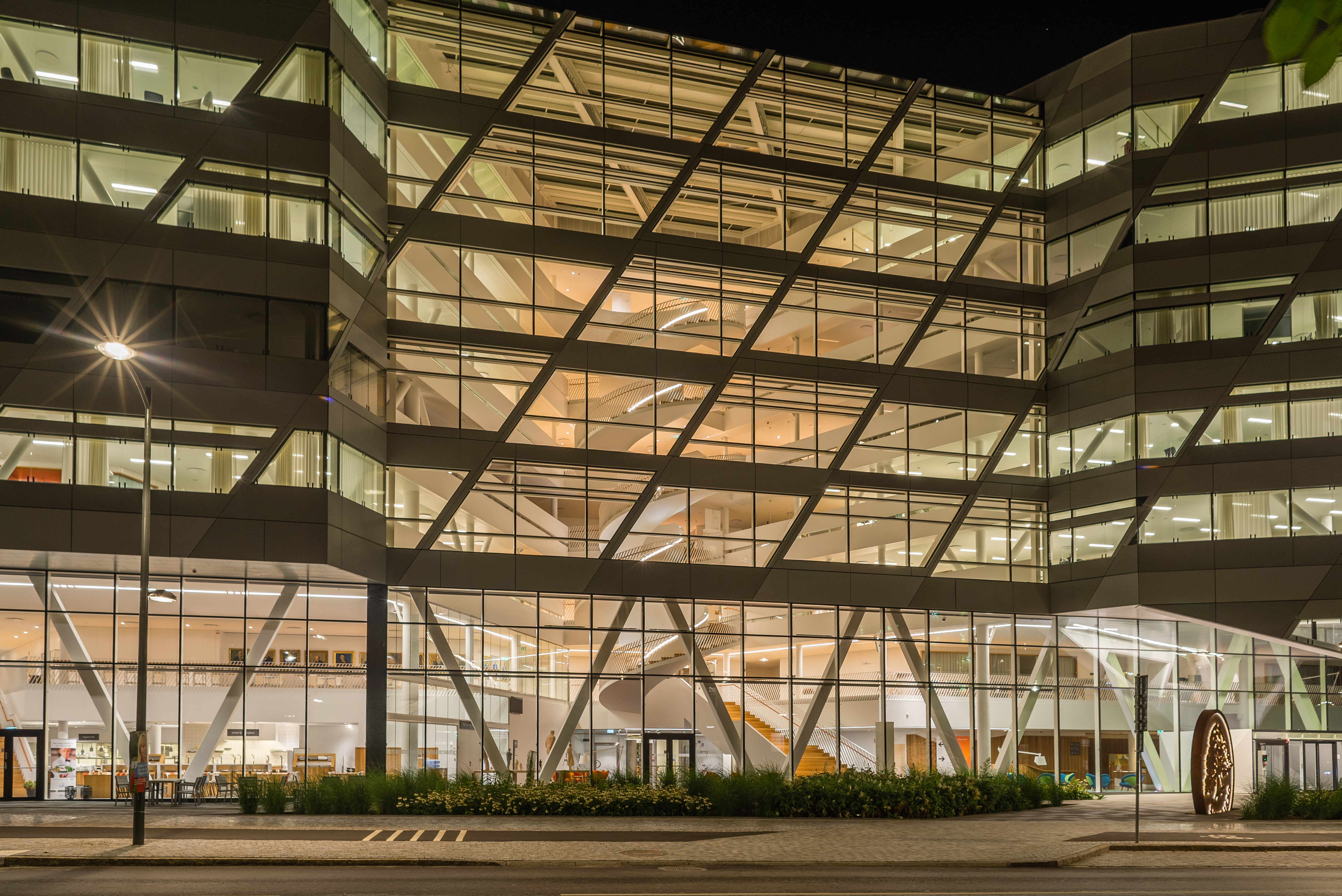
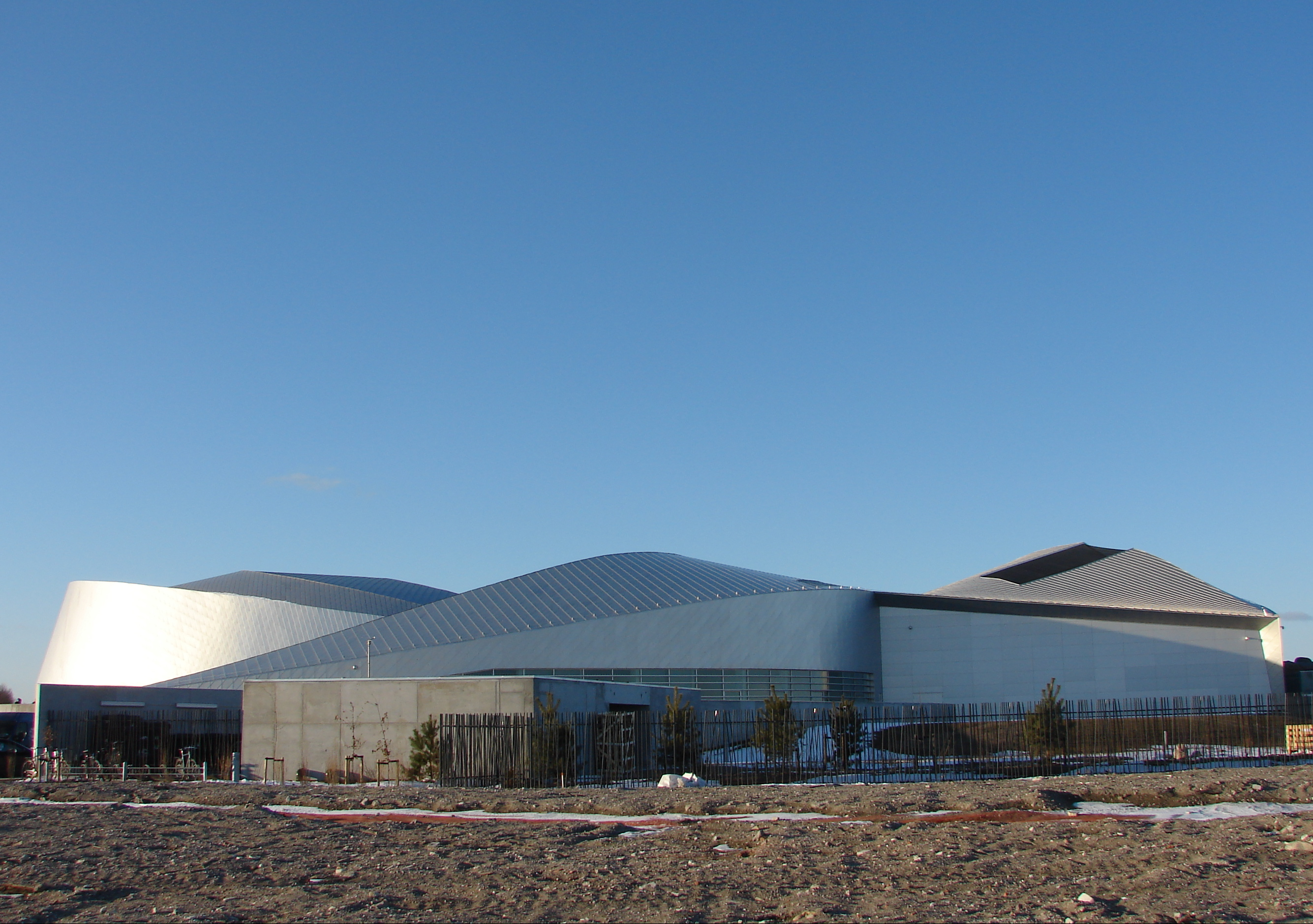
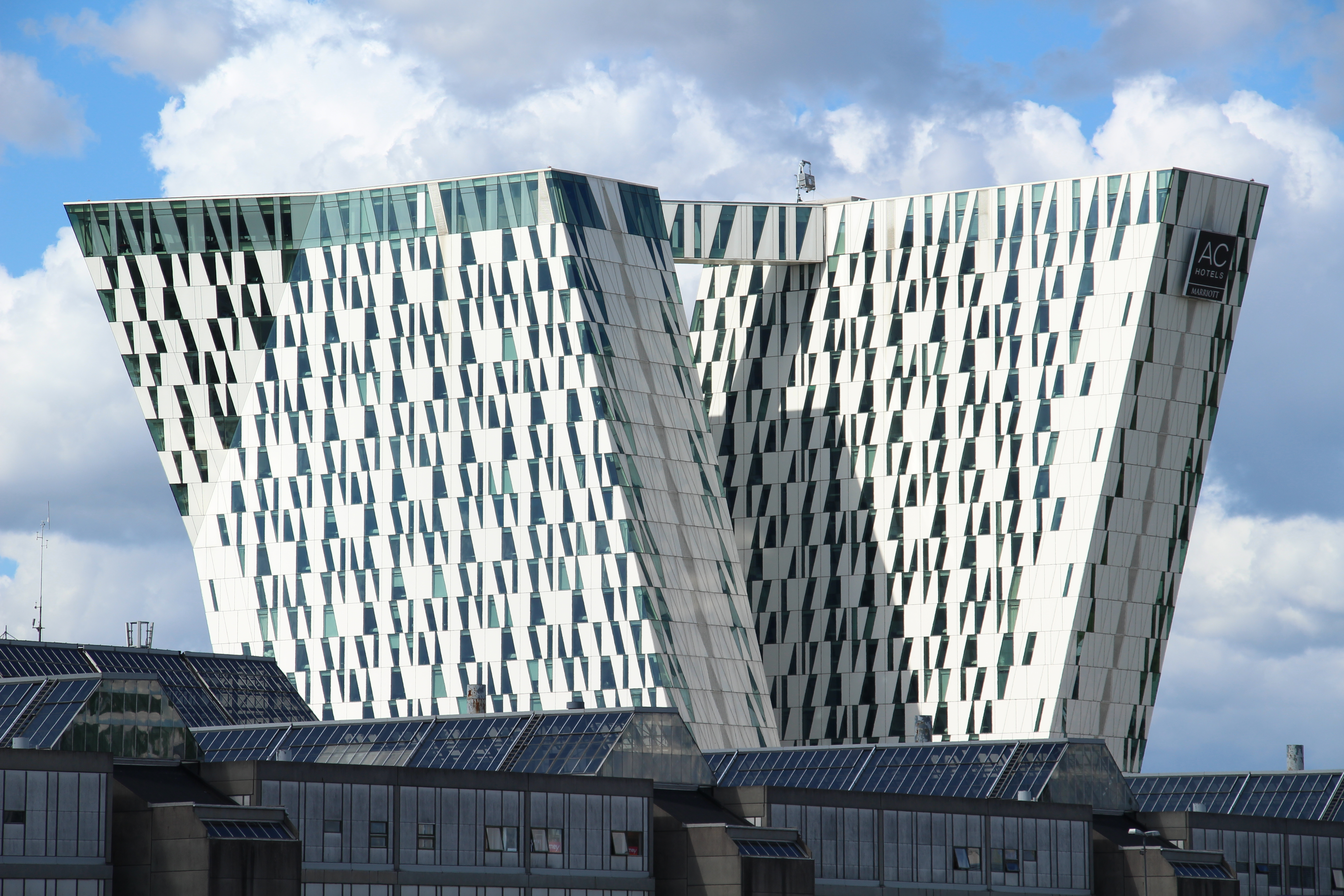
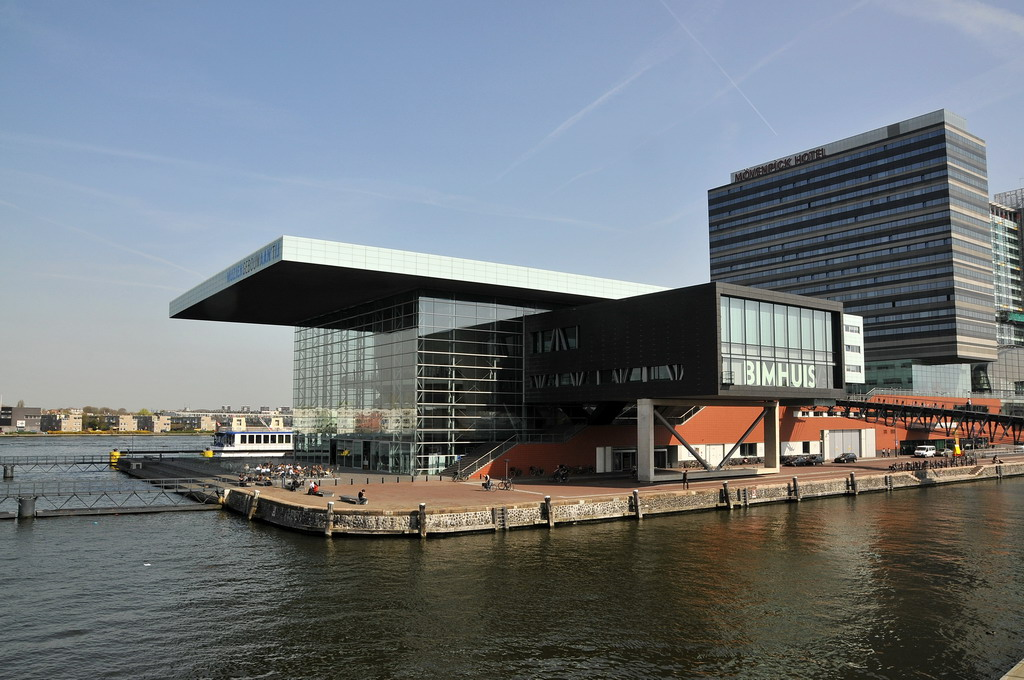
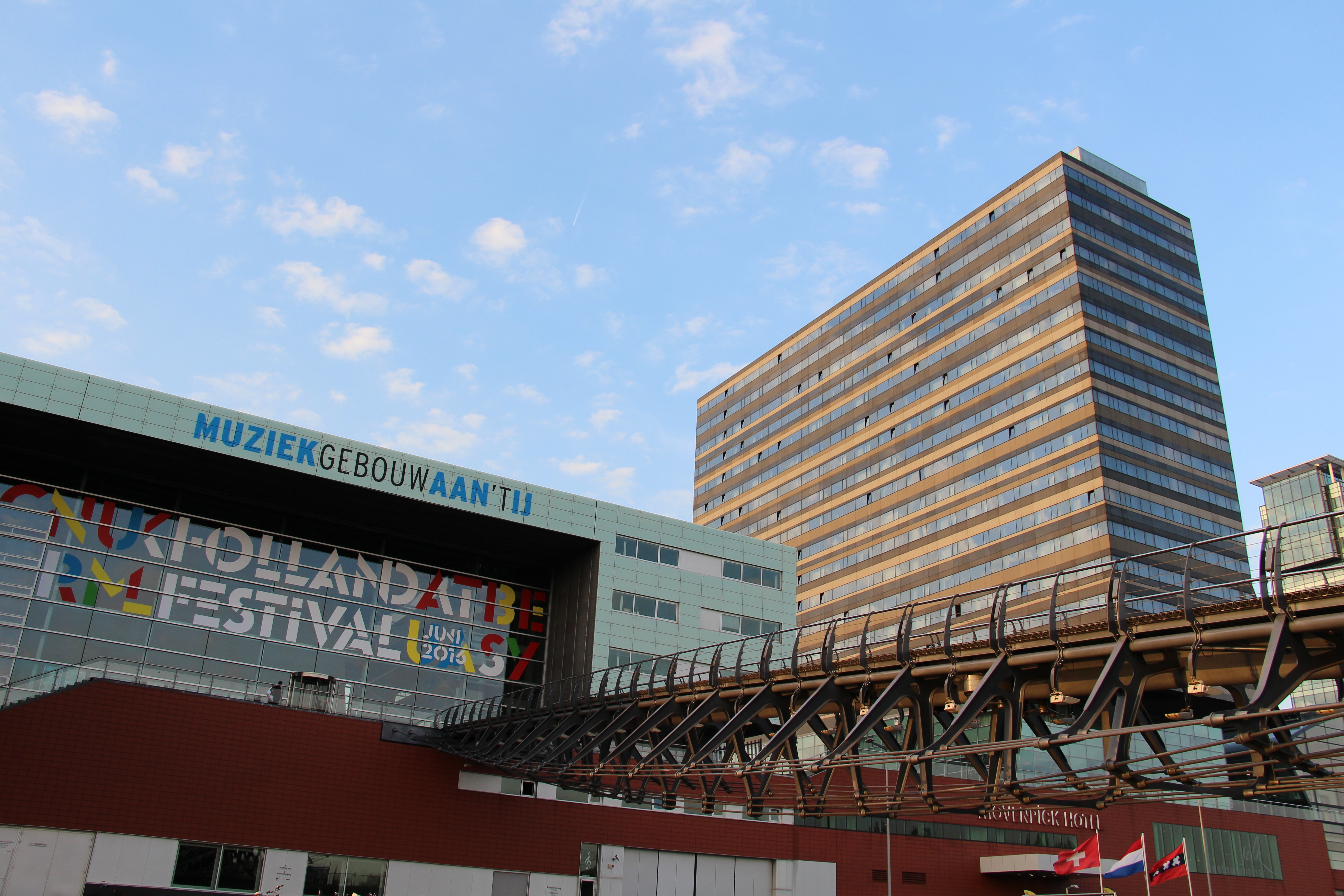

## Prix et récompenses
- Quay Quarter Tower à Sydney, International Highrise Award